# Torneo Apertura 2021 Serie A de México
El Torneo Apertura 2021 de la Serie A de México, parte de la Segunda División de México llamada oficialmente Liga Premier, fue el 46.º torneo de la competencia correspondiente a la LXXII temporada de la categoría. Este torneo fue disputado por 27 equipos y representó el regreso de la Serie A como rama separada en la categoría. Como particularidad de esta edición, se volvió a implementar el formato de dos torneos por temporada: Apertura y Clausura, de la misma forma que sucede en la Liga MX y la Liga de Expansión MX.

## Sistema de competición
El sistema de competición de este torneo se desarrolla en dos fases:
- Fase de calificación: que se integra por las 13 jornadas del torneo regular. Durante esta ronda se enfrentarán los integrantes de sus respectivos grupos una sola vez.[3]
- Fase final: que se integrará por los partidos de ida y vuelta en rondas de cuartos de final, de semifinal y final de Ascenso[3]

### Fase de calificación
En la Fase de calificación se observa el sistema de puntos. La ubicación en la tabla general está sujeta a lo siguiente:
- Por juego ganado se obtienen tres puntos (Si el visitante gana por diferencia de 2 o más goles se lleva el punto extra).
- Por juego empatado se obtiene un punto (En caso de empate a 2 o más goles se juegan en penales el punto extra).
- Por juego perdido no se otorgan puntos.

El orden de los clubes al final de la Fase de Calificación del torneo corresponderá a la suma de los puntos obtenidos por cada uno de ellos y se presentará en forma descendente. Si al finalizar las 13 jornadas del torneo, dos o más clubes estuviesen empatados en puntos, su posición en la Tabla general será determinada atendiendo a los siguientes criterios de desempate:
1. Mejor diferencia entre los goles anotados y recibidos.
2. Mayor número de goles anotados.
3. Marcadores particulares entre los Clubes empatados.
4. Mayor número de goles anotados como visitante.
5. Mejor ubicado en la Tabla general de cociente.
6. Tabla Fair Play.
7. Sorteo.

Para determinar los lugares que ocuparán los clubes que participen en la fase final del torneo se tomará como base la Tabla de Cocientes.
Participarán automáticamente por el título de Campeón de la Liga Premier Serie A los cuatro primeros lugares de cada uno de los dos grupos, siempre y cuando estén certificados para ascender a la Liga de Expansión MX.

### Fase final

#### Fase final de Ascenso
Los ocho clubes calificados para cada liguilla del torneo serán reubicados de acuerdo con el lugar que ocupen en la Tabla General de Cocientes de la Temporada al término de la jornada 13, con el puesto del número uno al club mejor clasificado, y así hasta el #8. Los partidos a esta fase se desarrollarán a visita, en las siguientes etapas:
- Cuartos de final
- Semifinales
- Final

Los clubes vencedores en los partidos de cuartos de final y semifinal serán aquellos que en los dos juegos anoten el mayor número de goles. De existir empate en el número de goles anotados, la posición se definirá a favor del club con mayor cantidad de goles a favor cuando actúe como visitante.
Si una vez aplicado el criterio anterior los clubes siguieran empatados, se observará la posición de los clubes en la Tabla de cocientes.
Los partidos correspondientes a la Fase final se jugarán obligatoriamente los días miércoles y sábado, y jueves y domingo eligiendo, en su caso, exclusivamente en forma descendente, los cuatro clubes mejor clasificados en la Tabla de cocientes al término de la jornada 26, el día y horario de su partido como local. Los siguientes cuatro clubes podrán elegir únicamente el horario.
El club vencedor de la Final y por lo tanto campeón, será aquel que en los dos partidos anote el mayor número de goles. Si al término del tiempo reglamentario el partido está empatado, se agregarán dos tiempos extras de 15 minutos cada uno. De persistir el empate en estos periodos, se procederá a lanzar tiros penales hasta que resulte un vencedor.
Los partidos de cuartos de final se jugarán de la siguiente manera:
2° vs 7° 
3° vs 6° 
En las semifinales participarán los cuatro clubes vencedores de cuartos de final, reubicándolos del uno al cuatro, de acuerdo a su mejor posición en la Tabla de cocientes al término de la jornada 13 del torneo, enfrentándose:
2° vs 3°
Disputarán el título de Campeón de la temporada los dos clubes vencedores de la fase semifinal correspondiente, reubicándolos del uno al dos, de acuerdo a su mejor posición en la Tabla de cocientes al término de las 13 jornadas del torneo.

## Cambios
- La temporada volvió a ser dividida en dos torneos cortos: Apertura y Clausura, formato que se había abandonado en 2018 en favor de los torneos largos.[2]
- Los clubes Coras F.C.; Sporting Canamy; UAT y Yalmakan regresan a la categoría después de haber tomado un año de pausa.[4]
- Los equipos Cruz Azul Hidalgo;[5] Pioneros de Cancún[6] y Zitácuaro[7] no participarán esta temporada debido a que sus directivos decidieron tomar un año de pausa para mejorar su situación financiera.
- Los clubes Atlético de San Luis "B"[8] y Deportivo Cafessa Jalisco desaparecieron.[9]
- Aguacateros CDU; Club de Ciervos F.C. y Cuautla regresaron a competir en la Serie B de México luego de que esta rama fue retomada a partir de la temporada actual.[1]
- El Club Deportivo Irapuato, campeón de la temporada 2020-21 de la Liga Premier, no recibió la certificación para ser ascendido a la Liga de Expansión MX, por lo que continuaría participando en la Serie A;[10] al igual que los clubes Alacranes de Durango y Gavilanes de Matamoros quienes también participaron en el proceso de certificación para ascender y fueron rechazados en el circuito de plata, por lo que no hubo ningún equipo promocionado a la Liga de Expansión.[11]
- El Fuertes de Fortín Fútbol Club había ascendido desde la Tercera División, sin embargo, por no cumplir con los requisitos para participar en la Liga Premier, su franquicia fue vendida a empresarios de Orizaba y fue renombrada como Montañeses Fútbol Club.[12]
- El Club RC-1128 había ganado un lugar en la Serie A por haber sido uno de los campeones de zona de la Tercera División, sin embargo, el equipo entabló una alianza con el Catedráticos Elite Fútbol Club, por lo que este último club pasó a ocupar su lugar en esta categoría.[13]
- Los equipos Escorpiones Fútbol Club, Leviatán Fútbol Club, Lobos ULMX, Tritones Vallarta y Club Deportivo Zap se integraron en la liga como clubes de expansión.[4]
- Cañoneros Marina cambió su nombre a Cañoneros Fútbol Club debido a que la Secretaría de Marina retiró el apoyo financiero e institucional al club.[14]
- El Inter de Querétaro Fútbol Club consiguió su propio registro oficial en la liga, ya que durante la segunda mitad de la temporada anterior el equipo entró en la categoría pero compitió como Azores de Hidalgo Fútbol Club.
- El Club Deportivo Irapuato no participa en el torneo debido a que no hubo acuerdo entre el Ayuntamiento de Irapuato y los administradores del equipo respecto a los derechos para el uso del Estadio Sergio León Chávez,[15][16] esto derivado de que el Grupo Tecamachalco, dueño anterior del club, traspasó la franquicia a otros propietarios después de que el municipio consideró que el Grupo anterior había incumplido con el contrato de uso de las instalaciones deportivas,[17] aunque se trató de conseguir otra franquicia, las negociaciones fracasaron, por lo que el equipo podría volver a participar en la temporada 2022-2023.[18]

## Equipos participantes

### Ascensos y descensos
| Pos | a la Tercera División |
| --- | --------------------- |
| xº  | Suspendido            |

| Pos | de la Tercera División |
| --- | ---------------------- |
| 1º  | Fuertes de Fortín      |
| 2º  | RC-1128                |

| Pos | de la Liga de Expansión MX |
| --- | -------------------------- |
| Xº  | Suspendido                 |

| Pos | a la Liga de Expansión MX |
| --- | ------------------------- |
| xº° | Ninguno                   |

### Equipos por Entidad Federativa
Se muestran las localizaciones en mapa de equipos de la Serie A de México 2020-21.
Para la temporada 2021-22, la entidad federativa de la República Mexicana con más equipos en la Serie A es Jalisco con seis equipos.
| Entidad Federativa | N.º | Equipos                                                                          |
| ------------------ | --- | -------------------------------------------------------------------------------- |
| Jalisco            | 6   | Catedráticos Elite, Leones Negros B, Mazorqueros, Tecos, Tritones Vallarta y Zap |
| Ciudad de México   | 2   | Cañoneros y Leviatán                                                             |
| Morelos            | 2   | Escorpiones y Sporting Canamy                                                    |
| Quintana Roo       | 2   | Inter Playa y Yalmakan                                                           |
| Tamaulipas         | 2   | Gavilanes y UAT                                                                  |
| Zacatecas          | 2   | Mineros de Fresnillo y UAZ                                                       |
| Chiapas            | 1   | Cafetaleros de Chiapas                                                           |
| Coahuila           | 1   | Saltillo                                                                         |
| Colima             | 1   | Colima F.C.                                                                      |
| Durango            | 1   | Durango                                                                          |
| Estado de México   | 1   | Deportivo Dongu                                                                  |
| Guanajuato         | 1   | Lobos ULMX                                                                       |
| Michoacán          | 1   | La Piedad                                                                        |
| Nayarit            | 1   | Coras                                                                            |
| Querétaro          | 1   | Inter Querétaro                                                                  |
| Sonora             | 1   | Cimarrones "B"                                                                   |
| Veracruz           | 1   | Montañeses                                                                       |

### Información sobre los equipos participantes

#### Grupo 1
| Equipo               | Entrenador            | Ciudad                      | Fundación      | Estadio                             | Capacidad | Filial               | Patrocinador     | Kit          |
| -------------------- | --------------------- | --------------------------- | -------------- | ----------------------------------- | --------- | -------------------- | ---------------- | ------------ |
| Catedráticos Elite   | Jorge Humberto Torres | Ameca, Jalisco              | 2018 (6 años)  | Núcleo Deportivo y de Espectáculos  | 7 000     |                      | Chevrolet        | Adidas       |
| Cimarrones "B"       | José Islas            | Hermosillo, Sonora          | 2015 (9 años)  | Héroe de Nacozari                   | 18 747    | Cimarrones F. C.     | Caliente         | Keuka        |
| Colima F.C.          | René Isidoro García   | Colima, Colima              | 2020 (5 años)  | Olímpico Universitario de Colima    | 11 812    |                      | Forma Interior   | Reator       |
| Coras F.C.           | Omar Ávila            | Tepic, Nayarit              | 1959 (65 años) | Olímpico Santa Teresita             | 4 000     |                      | Nayarit          | Keuka        |
| Durango              | Jaír Real             | Durango, Durango            | 1997 (28 años) | Francisco Zarco                     | 18 000    |                      | Bio Pappel       | Silver Sport |
| Gavilanes            | Jorge Martínez Merino | Matamoros, Tamaulipas       | 2011 (13 años) | El Hogar                            | 22 000    |                      | KarzoGas         | Keuka        |
| Leones Negros "B"    | Josué Castillejos     | Zapopan, Jalisco            | 2013 (11 años) | Club Deportivo U. de G.             | 3 000     | Leones Negros UDG    | Electrolit       | Sporelli     |
| Mazorqueros          | Jaime Durán           | Ciudad Guzmán, Jalisco      | 2016 (9 años)  | Municipal Santa Rosa                | 4 000     |                      |                  | TBA          |
| Mineros de Fresnillo | Esteban Vega          | Fresnillo, Zacatecas        | 2007 (18 años) | Minera Fresnillo                    | 6 000     | Mineros de Zacatecas | Fresnillo plc    | Spiro        |
| Saltillo             | Jair García           | Saltillo, Coahuila          | 2019 (5 años)  | Olímpico Francisco I. Madero        | 7 000     |                      | PEiSA            | Romed        |
| Tecos                | Héctor Medrano        | Zapopan, Jalisco            | 1971 (53 años) | Tres de Marzo                       | 18 779    |                      |                  | Silver Sport |
| Tritones Vallarta    | Ulises Sánchez        | Puerto Vallarta, Jalisco    | 2021 (4 años)  | Ciudad Deportiva San José del Valle | 4 000     |                      | Bioinnova        | Joma         |
| UAT                  | Claudio Vázquez       | Ciudad Victoria, Tamaulipas | 1995 (30 años) | Marte R. Gómez                      | 10 520    |                      | RVG Combustibles | Silver Sport |
| UAZ                  | Rubén Hernández       | Zacatecas, Zacatecas        | 1990 (35 años) | Carlos Vega Villalba                | 20 737    |                      |                  | Marval       |

#### Grupo 2
| Equipo                 | Entrenador            | Ciudad                           | Fundación      | Estadio                 | Capacidad | Filial       | Patrocinador   | Kit            |
| ---------------------- | --------------------- | -------------------------------- | -------------- | ----------------------- | --------- | ------------ | -------------- | -------------- |
| Cafetaleros de Chiapas | Miguel Ángel Casanova | Tuxtla Gutiérrez, Chiapas        | 2015 (10 años) | Víctor Manuel Reyna     | 29 001    | Cancún F. C. | Chiapas        | Silver Sport   |
| Cañoneros              | Carlos Valdez         | Ciudad de México                 | 2012 (13 años) | Momoxco                 | 3 500     |              |                | Joma           |
| Deportivo Dongu        | José Gómez            | Cuautitlán, Estado de México     | 2019 (6 años)  | Los Pinos               | 5 000     |              |                | Reator         |
| Escorpiones            | Héctor Anguiano       | Cuernavaca, Morelos              | 2021 (4 años)  | Centenario              | 14 800    |              |                | Silver Sport   |
| Inter Playa            | Carlos Bracamontes    | Playa del Carmen, Quintana Roo   | 1999 (26 años) | Mario Villanueva Madrid | 7 500     |              | SIMCA          | Spiro          |
| Inter Querétaro        | Edgar Valerio         | Santiago de Querétaro, Querétaro | 2020 (4 años)  | Olímpico Alameda        | 4 600     |              | Agua Los Arcos | Gapac          |
| La Piedad              | Enrique Pérez         | La Piedad, Michoacán             | 1951 (73 años) | Juan N. López           | 13 356    |              | Folapsa        | Silver Sport   |
| Leviatán               | Jaime Cruz            | Ciudad de México                 | 2020 (4 años)  | Neza 86                 | 20 000    |              |                | EOS Sportswear |
| Lobos ULMX             | Rowan Vargas          | Celaya, Guanajuato               | 2021 (4 años)  | Miguel Alemán Valdés    | 23 182    | Celaya F. C. | TVCuatro       | Keuka          |
| Montañeses             | Víctor Hernández      | Orizaba, Veracruz                | 2021 (3 años)  | Socum                   | 7 000     |              | Fénix Super    | Tyasa          |
| Sporting Canamy        | Gerardo Durón         | Oaxtepec, Morelos                | 2003 (21 años) | Centro Vacacional IMSS  | 9 000     |              | Kutsi          | TBA            |
| Yalmakan               | Juan Carlos Montiel   | Chetumal, Quintana Roo           | 2013 (11 años) | José López Portillo     | 6 600     |              | Magnicharters  | Keuka          |
| Zap                    | Jorge Hernández       | Zapotlanejo, Jalisco             | 2020 (5 años)  | Miguel Hidalgo          | 1 700     |              | JG Clean       | Sporelli       |

#### Cambios de entrenadores
| Equipo            | Entrenador (jornadas)                                        |
| ----------------- | ------------------------------------------------------------ |
| Coras F.C.        | Marco Antonio Díaz (1 - 6) Omar Ávila (7 - )                 |
| UAT               | Tomás Vitela (1 - 8) Jorge Dimas (9) Claudio Vázquez (10 - ) |
| Inter Querétaro   | Hugo Serrano (1 - 8) Edgar Valerio (9 - )                    |
| Tritones Vallarta | Manuel Naya (1 - 8) Ulises Sánchez (9 - )                    |

## Torneo Regular
- Horarios en tiempo local.
- Calendario disponible en la página oficial de la competencia (G1 Archivado el 11 de septiembre de 2021 en Wayback Machine. y G2 Archivado el 11 de septiembre de 2021 en Wayback Machine.).

| Jornada 1            | Jornada 1     | Jornada 1              | Jornada 1                        | Jornada 1        | Jornada 1 | Jornada 1    | Jornada 1  | Jornada 1 | Jornada 1 | Jornada 1 |
| Grupo 1              | Grupo 1       | Grupo 1                | Grupo 1                          | Grupo 1          | Grupo 1   | Grupo 1      | Grupo 1    | Grupo 1   | Grupo 1   | Grupo 1   |
| Local                | Resultado     | Visitante              | Estadio                          | Fecha            | Hora      | Espectadores | Amonestado | Expulsado |           |           |
| -------------------- | ------------- | ---------------------- | -------------------------------- | ---------------- | --------- | ------------ | ---------- | --------- | --------- | --------- |
| Durango              | 2 - 1         | Cimarrones "B"         | Francisco Zarco                  | 17 de septiembre | 20:00     | 1 000        | 6          | 0         |           |           |
| Coras F.C.           | (6) 2 - 2 (5) | Catedráticos Elite     | Olímpico Santa Teresita          | 17 de septiembre | 20:30     | 2 000        | 2          | 0         |           |           |
| Leones Negros "B"    | (6) 2 - 2 (5) | Gavilanes              | Club Deportivo U. de G.          | 18 de septiembre | 11:00     | 80           | 4          | 0         |           |           |
| UAZ                  | 1 - 1         | Saltillo               | Carlos Vega Villalba             | 18 de septiembre | 16:00     | 500          | 6          | 0         |           |           |
| UAT                  | 2 - 1         | Tecos                  | Marte R. Gómez                   | 18 de septiembre | 16:00     | 0            | 4          | 0         |           |           |
| Mineros de Fresnillo | 0 - 1         | Tritones Vallarta      | Minera Fresnillo                 | 18 de septiembre | 17:00     | 100          | 7          | 0         |           |           |
| Colima F.C.          | 1 - 2         | Mazorqueros            | Olímpico Universitario de Colima | 18 de septiembre | 19:00     | 0            | 5          | 0         |           |           |
| Grupo 2              |               |                        |                                  |                  |           |              |            |           |           |           |
| Local                | Resultado     | Visitante              | Estadio                          | Fecha            | Hora      | Espectadores | Amonestado | Expulsado |           |           |
| Inter Playa          | 3 - 0         | Yalmakan               | Mario Villanueva Madrid          | 17 de septiembre | 16:00     | 250          | 5          | 0         |           |           |
| Cañoneros            | 0 - 1         | Inter Querétaro        | Momoxco                          | 18 de septiembre | 12:00     | 500          | 3          | 1         |           |           |
| Escorpiones          | 0 - 1         | Cafetaleros de Chiapas | Centenario                       | 18 de septiembre | 16:00     | 200          | 6          | 0         |           |           |
| Lobos ULMX           | 0 - 0         | Sporting Canamy        | Miguel Alemán Valdés             | 19 de septiembre | 16:00     | 150          | 3          | 0         |           |           |
| La Piedad            | 3 - 1         | Leviatán               | Juan N. López                    | 19 de septiembre | 16:00     | 300          | 2          | 0         |           |           |
| Deportivo Dongu      | 2 - 3         | Montañeses             | Los Pinos                        | 20 de septiembre | 16:00     | 150          | 6          | 0         |           |           |
| DESCANSO:            | DESCANSO:     | DESCANSO:              | DESCANSO:                        | Zap              | Zap       | Zap          | Zap        | Zap       |           |           |

| Jornada 2              | Jornada 2     | Jornada 2            | Jornada 2                           | Jornada 2        | Jornada 2       | Jornada 2       | Jornada 2       | Jornada 2       | Jornada 2 | Jornada 2 |
| Grupo 1                | Grupo 1       | Grupo 1              | Grupo 1                             | Grupo 1          | Grupo 1         | Grupo 1         | Grupo 1         | Grupo 1         | Grupo 1   | Grupo 1   |
| Local                  | Resultado     | Visitante            | Estadio                             | Fecha            | Hora            | Espectadores    | Amonestado      | Expulsado       |           |           |
| ---------------------- | ------------- | -------------------- | ----------------------------------- | ---------------- | --------------- | --------------- | --------------- | --------------- | --------- | --------- |
| Tecos                  | 1 - 1         | Colima F.C.          | Tres de Marzo                       | 24 de septiembre | 19:00           | 1 050           | 8               | 1               |           |           |
| Cimarrones "B"         | 3 - 0         | UAT                  | Héroe de Nacozari                   | 25 de septiembre | 10:00           | 0               | 5               | 1               |           |           |
| Tritones Vallarta      | 4 - 2         | UAZ                  | Ciudad Deportiva San José del Valle | 25 de septiembre | 16:00           | 1 000           | 4               | 1               |           |           |
| Catedráticos Elite     | 3 - 1         | Mineros de Fresnillo | Núcleo Deportivo y de Espectáculos  | 25 de septiembre | 16:00           | 100             | 4               | 1               |           |           |
| Mazorqueros            | 3 - 0         | Leones Negros "B"    | Municipal Santa Rosa                | 25 de septiembre | 17:00           | 500             | 0               | 0               |           |           |
| Gavilanes              | 0 - 0         | Coras F.C.           | El Hogar                            | 25 de septiembre | 17:00           | 0               | 4               | 1               |           |           |
| Saltillo               | 1 - 1         | Durango              | Olímpico Francisco I. Madero        | 27 de septiembre | 16:30           | 700             | 0               | 0               |           |           |
| Grupo 2                |               |                      |                                     |                  |                 |                 |                 |                 |           |           |
| Local                  | Resultado     | Visitante            | Estadio                             | Fecha            | Hora            | Espectadores    | Amonestado      | Expulsado       |           |           |
| Zap                    | 2 - 1         | Escorpiones          | Miguel Hidalgo                      | 24 de septiembre | 16:00           | 400             | 3               | 0               |           |           |
| Cafetaleros de Chiapas | 3 - 2         | Inter Playa          | Víctor Manuel Reyna                 | 25 de septiembre | 16:00           | 3 000           | 3               | 0               |           |           |
| Leviatán               | 1 - 1         | Deportivo Dongu      | Jesús Martínez "Palillo"            | 25 de septiembre | 16:00           | 150             | 4               | 1               |           |           |
| Sporting Canamy        | 0 - 3         | La Piedad            | Centro Vacacional IMSS              | 25 de septiembre | 17:00           | 0               | 6               | 1               |           |           |
| Yalmakan               | 1 - 0         | Lobos ULMX           | José López Portillo                 | 26 de septiembre | 12:00           | 200             | 4               | 0               |           |           |
| Montañeses             | (3) 2 - 2 (5) | Cañoneros            | Complejo Deportivo Orizaba Sur      | 26 de septiembre | 12:00           | 2 000           | 5               | 0               |           |           |
| DESCANSO:              | DESCANSO:     | DESCANSO:            | DESCANSO:                           | Inter Querétaro  | Inter Querétaro | Inter Querétaro | Inter Querétaro | Inter Querétaro |           |           |

| Jornada 3              | Jornada 3     | Jornada 3          | Jornada 3               | Jornada 3    | Jornada 3  | Jornada 3    | Jornada 3  | Jornada 3  | Jornada 3 | Jornada 3 |
| Grupo 1                | Grupo 1       | Grupo 1            | Grupo 1                 | Grupo 1      | Grupo 1    | Grupo 1      | Grupo 1    | Grupo 1    | Grupo 1   | Grupo 1   |
| Local                  | Resultado     | Visitante          | Estadio                 | Fecha        | Hora       | Espectadores | Amonestado | Expulsado  |           |           |
| ---------------------- | ------------- | ------------------ | ----------------------- | ------------ | ---------- | ------------ | ---------- | ---------- | --------- | --------- |
| Durango                | 3 - 1         | Tritones Vallarta  | Francisco Zarco         | 1 de octubre | 20:00      | 1 000        | 6          | 0          |           |           |
| Cimarrones "B"         | (4) 2 - 2 (5) | Saltillo           | Héroe de Nacozari       | 2 de octubre | 10:00      | 0            | 5          | 0          |           |           |
| Leones Negros "B"      | 0 - 0         | Tecos              | Club Deportivo U. de G. | 2 de octubre | 11:00      | 100          | 6          | 0          |           |           |
| UAT                    | 0 - 0         | Colima F.C.        | Marte R. Gómez          | 2 de octubre | 16:15      | 500          | 3          | 0          |           |           |
| UAZ                    | 2 - 0         | Catedráticos Elite | Carlos Vega Villalba    | 2 de octubre | 16:30      | 150          | 0          | 0          |           |           |
| Mineros de Fresnillo   | 0 - 1         | Gavilanes          | Minera Fresnillo        | 2 de octubre | 17:00      | 100          | 4          | 0          |           |           |
| Coras F.C.             | 0 - 2         | Mazorqueros        | Olímpico Santa Teresita | 4 de octubre | 20:35      | 0            | 3          | 0          |           |           |
| Grupo 2                |               |                    |                         |              |            |              |            |            |           |           |
| Local                  | Resultado     | Visitante          | Estadio                 | Fecha        | Hora       | Espectadores | Amonestado | Expulsado  |           |           |
| Inter Playa            | 3 - 0         | Lobos ULMX         | Mario Villanueva Madrid | 1 de octubre | 16:00      | 0            | 1          | 1          |           |           |
| Cañoneros              | 4 - 0         | Leviatán           | Momoxco                 | 2 de octubre | 12:00      | 150          | 3          | 1          |           |           |
| Deportivo Dongu        | 1 - 2         | Sporting Canamy    | Los Pinos               | 2 de octubre | 15:45      | 100          | 4          | 1          |           |           |
| Cafetaleros de Chiapas | 2 - 1         | Zap                | Víctor Manuel Reyna     | 2 de octubre | 16:00      | 1 000        | 1          | 0          |           |           |
| Escorpiones            | 1 - 1         | Inter Querétaro    | Centenario              | 2 de octubre | 16:00      | 200          | 1          | 0          |           |           |
| La Piedad              | 1 - 2         | Yalmakan           | Juan N. López           | 3 de octubre | 16:00      | 0            | 4          | 2          |           |           |
| DESCANSO:              | DESCANSO:     | DESCANSO:          | DESCANSO:               | Montañeses   | Montañeses | Montañeses   | Montañeses | Montañeses |           |           |

| Jornada 4          | Jornada 4 | Jornada 4              | Jornada 4                           | Jornada 4     | Jornada 4 | Jornada 4    | Jornada 4  | Jornada 4 | Jornada 4 | Jornada 4 |
| Grupo 1            | Grupo 1   | Grupo 1                | Grupo 1                             | Grupo 1       | Grupo 1   | Grupo 1      | Grupo 1    | Grupo 1   | Grupo 1   | Grupo 1   |
| Local              | Resultado | Visitante              | Estadio                             | Fecha         | Hora      | Espectadores | Amonestado | Expulsado |           |           |
| ------------------ | --------- | ---------------------- | ----------------------------------- | ------------- | --------- | ------------ | ---------- | --------- | --------- | --------- |
| Tecos              | 2 - 1     | Coras F.C.             | Tres de Marzo                       | 8 de octubre  | 19:00     | 200          | 5          | 0         |           |           |
| Tritones Vallarta  | 0 - 0     | Cimarrones "B"         | Ciudad Deportiva San José del Valle | 9 de octubre  | 16:00     | 1 000        | 4          | 0         |           |           |
| Catedráticos Elite | 2 - 3     | Durango                | Núcleo Deportivo y de Espectáculos  | 9 de octubre  | 16:15     | 100          | 7          | 1         |           |           |
| Saltillo           | 1 - 0     | UAT                    | Olímpico Francisco I. Madero        | 9 de octubre  | 16:30     | 300          | 5          | 0         |           |           |
| Mazorqueros        | 1 - 0     | Mineros de Fresnillo   | Municipal Santa Rosa                | 9 de octubre  | 17:00     | 300          | 1          | 0         |           |           |
| Gavilanes          | 2 - 1     | UAZ                    | El Hogar                            | 9 de octubre  | 17:00     | 300          | 5          | 0         |           |           |
| Colima F.C.        | 2 - 1     | Leones Negros "B"      | Olímpico Universitario de Colima    | 9 de octubre  | 19:00     | 250          | 8          | 3         |           |           |
| Grupo 2            |           |                        |                                     |               |           |              |            |           |           |           |
| Local              | Resultado | Visitante              | Estadio                             | Fecha         | Hora      | Espectadores | Amonestado | Expulsado |           |           |
| Zap                | 1 - 5     | Inter Playa            | Miguel Hidalgo                      | 8 de octubre  | 16:00     | 100          | 2          | 0         |           |           |
| Inter Querétaro    | 0 - 2     | Cafetaleros de Chiapas | Unidad Deportiva La Cañada          | 9 de octubre  | 16:15     | 0            | 3          | 1         |           |           |
| Sporting Canamy    | 0 - 2     | Cañoneros              | Centro Vacacional IMSS              | 9 de octubre  | 17:00     | 100          | 5          | 1         |           |           |
| Montañeses         | 1 - 2     | Escorpiones            | Complejo Deportivo Orizaba Sur      | 10 de octubre | 12:00     | 2 000        | 1          | 0         |           |           |
| Yalmakan           | 0 - 1     | Deportivo Dongu        | José López Portillo                 | 10 de octubre | 12:15     | 200          | 6          | 0         |           |           |
| Lobos ULMX         | 0 - 1     | La Piedad              | Miguel Alemán Valdés                | 10 de octubre | 16:00     | 800          | 3          | 1         |           |           |
| DESCANSO:          | DESCANSO: | DESCANSO:              | DESCANSO:                           | Leviatán      | Leviatán  | Leviatán     | Leviatán   | Leviatán  |           |           |

| Jornada 5              | Jornada 5     | Jornada 5          | Jornada 5                    | Jornada 5       | Jornada 5       | Jornada 5       | Jornada 5       | Jornada 5       | Jornada 5 | Jornada 5 |
| Grupo 1                | Grupo 1       | Grupo 1            | Grupo 1                      | Grupo 1         | Grupo 1         | Grupo 1         | Grupo 1         | Grupo 1         | Grupo 1   | Grupo 1   |
| Local                  | Resultado     | Visitante          | Estadio                      | Fecha           | Hora            | Espectadores    | Amonestado      | Expulsado       |           |           |
| ---------------------- | ------------- | ------------------ | ---------------------------- | --------------- | --------------- | --------------- | --------------- | --------------- | --------- | --------- |
| Cimarrones "B"         | 3 - 0         | Catedráticos Elite | Héroe de Nacozari            | 13 de octubre   | 10:00           | 0               | 0               | 0               |           |           |
| UAT                    | 1 - 1         | Leones Negros "B"  | Marte R. Gómez               | 13 de octubre   | 16:00           | 100             | 1               | 0               |           |           |
| Saltillo               | 2 - 0         | Tritones Vallarta  | Olímpico Francisco I. Madero | 13 de octubre   | 16:30           | 500             | 4               | 2               |           |           |
| Mineros de Fresnillo   | 1 - 1         | Tecos              | Minera Fresnillo             | 13 de octubre   | 17:00           | 50              | 6               | 1               |           |           |
| Coras F.C.             | 3 - 2         | Colima F.C.        | Olímpico Santa Teresita      | 13 de octubre   | 17:00           | 1 000           | 6               | 0               |           |           |
| Durango                | 1 - 0         | Gavilanes          | Francisco Zarco              | 13 de octubre   | 20:00           | 200             | 4               | 1               |           |           |
| UAZ                    | 2 - 4         | Mazorqueros        | Carlos Vega Villalba         | 14 de octubre   | 16:00           | 100             | 3               | 0               |           |           |
| Grupo 2                |               |                    |                              |                 |                 |                 |                 |                 |           |           |
| Local                  | Resultado     | Visitante          | Estadio                      | Fecha           | Hora            | Espectadores    | Amonestado      | Expulsado       |           |           |
| Deportivo Dongu        | (7) 2 - 2 (6) | Lobos ULMX         | Los Pinos                    | 13 de octubre   | 11:00           | 200             | 5               | 1               |           |           |
| Cañoneros              | 0 - 1         | Yalmakan           | Momoxco                      | 13 de octubre   | 12:00           | 70              | 8               | 2               |           |           |
| Cafetaleros de Chiapas | 3 - 1         | Montañeses         | Víctor Manuel Reyna          | 13 de octubre   | 16:00           | 500             | 3               | 0               |           |           |
| Inter Playa            | 1 - 1         | La Piedad          | Mario Villanueva Madrid      | 13 de octubre   | 16:00           | 250             | 4               | 0               |           |           |
| Zap                    | 2 - 1         | Inter Querétaro    | Miguel Hidalgo               | 13 de octubre   | 16:00           | 50              | 5               | 0               |           |           |
| Escorpiones            | 3 - 4         | Leviatán           | Centenario                   | 13 de octubre   | 19:00           | 0               | 3               | 0               |           |           |
| DESCANSO:              | DESCANSO:     | DESCANSO:          | DESCANSO:                    | Sporting Canamy | Sporting Canamy | Sporting Canamy | Sporting Canamy | Sporting Canamy |           |           |

| Jornada 6          | Jornada 6     | Jornada 6              | Jornada 6                           | Jornada 6     | Jornada 6 | Jornada 6    | Jornada 6  | Jornada 6 | Jornada 6 | Jornada 6 |
| Grupo 1            | Grupo 1       | Grupo 1                | Grupo 1                             | Grupo 1       | Grupo 1   | Grupo 1      | Grupo 1    | Grupo 1   | Grupo 1   | Grupo 1   |
| Local              | Resultado     | Visitante              | Estadio                             | Fecha         | Hora      | Espectadores | Amonestado | Expulsado |           |           |
| ------------------ | ------------- | ---------------------- | ----------------------------------- | ------------- | --------- | ------------ | ---------- | --------- | --------- | --------- |
| Leones Negros "B"  | 2 - 0         | Coras F.C.             | Club Deportivo U. de G.             | 16 de octubre | 11:00     | 50           | 3          | 1         |           |           |
| Tritones Vallarta  | 3 - 2         | UAT                    | Ciudad Deportiva San José del Valle | 16 de octubre | 16:15     | 1 000        | 2          | 0         |           |           |
| Catedráticos Elite | 1 - 0         | Saltillo               | Núcleo Deportivo y de Espectáculos  | 16 de octubre | 16:15     | 100          | 6          | 1         |           |           |
| Gavilanes          | 2 - 1         | Cimarrones "B"         | El Hogar                            | 16 de octubre | 17:00     | 1 500        | 4          | 2         |           |           |
| Colima F.C.        | 5 - 0         | Mineros de Fresnillo   | Olímpico Universitario de Colima    | 16 de octubre | 19:00     | 150          | 4          | 0         |           |           |
| Tecos              | 3 - 0         | UAZ                    | Tres de Marzo                       | 16 de octubre | 19:00     | 100          | 2          | 0         |           |           |
| Mazorqueros        | 1 - 1         | Durango                | Municipal Santa Rosa                | 17 de octubre | 12:00     | 400          | 7          | 0         |           |           |
| Grupo 2            |               |                        |                                     |               |           |              |            |           |           |           |
| Local              | Resultado     | Visitante              | Estadio                             | Fecha         | Hora      | Espectadores | Amonestado | Expulsado |           |           |
| Inter Querétaro    | 0 - 0         | Inter Playa            | Unidad Deportiva La Cañada          | 16 de octubre | 16:00     | 0            | 2          | 0         |           |           |
| Leviatán           | 0 - 7         | Cafetaleros de Chiapas | Neza 86                             | 16 de octubre | 16:00     | 200          | 1          | 0         |           |           |
| Sporting Canamy    | 2 - 1         | Escorpiones            | Centro Vacacional IMSS              | 16 de octubre | 16:30     | 100          | 1          | 0         |           |           |
| Montañeses         | 1 - 0         | Zap                    | Complejo Deportivo Orizaba Sur      | 17 de octubre | 12:00     | 1 500        | 5          | 2         |           |           |
| La Piedad          | (3) 2 - 2 (1) | Deportivo Dongu        | Juan N. López                       | 17 de octubre | 16:00     | 500          | 6          | 0         |           |           |
| Lobos ULMX         | 2 - 3         | Cañoneros              | Miguel Alemán Valdés                | 18 de octubre | 16:00     | 200          | 8          | 0         |           |           |
| DESCANSO:          | DESCANSO:     | DESCANSO:              | DESCANSO:                           | Yalmakan      | Yalmakan  | Yalmakan     | Yalmakan   | Yalmakan  |           |           |

| Jornada 7              | Jornada 7 | Jornada 7          | Jornada 7                           | Jornada 7     | Jornada 7  | Jornada 7    | Jornada 7  | Jornada 7  | Jornada 7 | Jornada 7 |
| Grupo 1                | Grupo 1   | Grupo 1            | Grupo 1                             | Grupo 1       | Grupo 1    | Grupo 1      | Grupo 1    | Grupo 1    | Grupo 1   | Grupo 1   |
| Local                  | Resultado | Visitante          | Estadio                             | Fecha         | Hora       | Espectadores | Amonestado | Expulsado  |           |           |
| ---------------------- | --------- | ------------------ | ----------------------------------- | ------------- | ---------- | ------------ | ---------- | ---------- | --------- | --------- |
| Durango                | 2 - 0     | Tecos              | Francisco Zarco                     | 22 de octubre | 20:00      | 1 000        | 3          | 1          |           |           |
| Cimarrones "B"         | 1 - 2     | Mazorqueros        | Héroe de Nacozari                   | 23 de octubre | 10:00      | 0            | 4          | 1          |           |           |
| Tritones Vallarta      | 4 - 0     | Catedráticos Elite | Ciudad Deportiva San José del Valle | 23 de octubre | 16:00      | 300          | 4          | 0          |           |           |
| UAT                    | 0 - 2     | Coras F.C.         | Marte R. Gómez                      | 23 de octubre | 16:15      | 100          | 5          | 1          |           |           |
| UAZ                    | 3 - 0     | Colima F.C.        | Carlos Vega Villalba                | 23 de octubre | 16:15      | 200          | 3          | 0          |           |           |
| Saltillo               | 3 - 1     | Gavilanes          | Olímpico Francisco I. Madero        | 23 de octubre | 16:30      | 300          | 4          | 0          |           |           |
| Mineros de Fresnillo   | 0 - 3     | Leones Negros "B"  | Minera Fresnillo                    | 23 de octubre | 17:00      | 150          | 2          | 0          |           |           |
| Grupo 2                |           |                    |                                     |               |            |              |            |            |           |           |
| Local                  | Resultado | Visitante          | Estadio                             | Fecha         | Hora       | Espectadores | Amonestado | Expulsado  |           |           |
| Inter Playa            | 1 - 0     | Deportivo Dongu    | Mario Villanueva Madrid             | 22 de octubre | 16:00      | 300          | 7          | 0          |           |           |
| Zap                    | 3 - 0     | Leviatán           | Miguel Hidalgo                      | 22 de octubre | 16:15      | 100          | 0          | 0          |           |           |
| Cañoneros              | 0 - 2     | La Piedad          | Momoxco                             | 23 de octubre | 12:00      | 50           | 5          | 1          |           |           |
| Escorpiones            | 0 - 1     | Yalmakan           | Centenario                          | 23 de octubre | 16:00      | 0            | 5          | 0          |           |           |
| Inter Querétaro        | 0 - 0     | Montañeses         | Unidad Deportiva La Cañada          | 23 de octubre | 16:15      | 69           | 2          | 0          |           |           |
| Cafetaleros de Chiapas | 1 - 1     | Sporting Canamy    | Víctor Manuel Reyna                 | 25 de octubre | 16:00      | 500          | 0          | 0          |           |           |
| DESCANSO:              | DESCANSO: | DESCANSO:          | DESCANSO:                           | Lobos ULMX    | Lobos ULMX | Lobos ULMX   | Lobos ULMX | Lobos ULMX |           |           |

| Jornada 8          | Jornada 8 | Jornada 8              | Jornada 8                          | Jornada 8      | Jornada 8 | Jornada 8    | Jornada 8  | Jornada 8 | Jornada 8 | Jornada 8 |
| Grupo 1            | Grupo 1   | Grupo 1                | Grupo 1                            | Grupo 1        | Grupo 1   | Grupo 1      | Grupo 1    | Grupo 1   | Grupo 1   | Grupo 1   |
| Local              | Resultado | Visitante              | Estadio                            | Fecha          | Hora      | Espectadores | Amonestado | Expulsado |           |           |
| ------------------ | --------- | ---------------------- | ---------------------------------- | -------------- | --------- | ------------ | ---------- | --------- | --------- | --------- |
| Tecos              | 3 - 0     | Cimarrones "B"         | Tres de Marzo                      | 29 de octubre  | 19:00     | 400          | 1          | 0         |           |           |
| Coras F.C.         | 4 - 0     | Mineros de Fresnillo   | Olímpico Santa Teresita            | 29 de octubre  | 20:30     | 200          | 1          | 0         |           |           |
| Leones Negros "B"  | 1 - 0     | UAZ                    | Club Deportivo U. de G.            | 30 de octubre  | 11:00     | 50           | 6          | 2         |           |           |
| Catedráticos Elite | 1 - 1     | UAT                    | Núcleo Deportivo y de Espectáculos | 30 de octubre  | 16:00     | 40           | 8          | 1         |           |           |
| Mazorqueros        | 1 - 2     | Saltillo               | Municipal Santa Rosa               | 30 de octubre  | 17:00     | 600          | 2          | 0         |           |           |
| Gavilanes          | 4 - 0     | Tritones Vallarta      | El Hogar                           | 30 de octubre  | 17:00     | 850          | 7          | 0         |           |           |
| Colima F.C.        | 1 - 0     | Durango                | Olímpico Universitario de Colima   | 30 de octubre  | 19:00     | 500          | 6          | 1         |           |           |
| Grupo 2            |           |                        |                                    |                |           |              |            |           |           |           |
| Local              | Resultado | Visitante              | Estadio                            | Fecha          | Hora      | Espectadores | Amonestado | Expulsado |           |           |
| Sporting Canamy    | 0 - 1     | Zap                    | Centro Vacacional IMSS             | 29 de octubre  | 16:00     | 50           | 4          | 0         |           |           |
| Deportivo Dongu    | 1 - 0     | Cañoneros              | Los Pinos                          | 30 de octubre  | 16:00     | 100          | 7          | 0         |           |           |
| Montañeses         | 1 - 1     | Inter Playa            | Complejo Deportivo Orizaba Sur     | 31 de octubre  | 12:00     | 1 000        | 6          | 0         |           |           |
| Yalmakan           | 0 - 3     | Cafetaleros de Chiapas | José López Portillo                | 31 de octubre  | 12:00     | 300          | 10         | 0         |           |           |
| Lobos ULMX         | 1 - 3     | Escorpiones            | Miguel Alemán Valdés               | 31 de octubre  | 16:00     | 150          | 4          | 0         |           |           |
| Leviatán           | 0 - 3     | Inter Querétaro        | Neza 86                            | 1 de noviembre | 16:05     | 150          | 2          | 1         |           |           |
| DESCANSO:          | DESCANSO: | DESCANSO:              | DESCANSO:                          | La Piedad      | La Piedad | La Piedad    | La Piedad  | La Piedad |           |           |

| Jornada 9              | Jornada 9 | Jornada 9            | Jornada 9                           | Jornada 9       | Jornada 9       | Jornada 9       | Jornada 9       | Jornada 9       | Jornada 9 | Jornada 9 |
| Grupo 1                | Grupo 1   | Grupo 1              | Grupo 1                             | Grupo 1         | Grupo 1         | Grupo 1         | Grupo 1         | Grupo 1         | Grupo 1   | Grupo 1   |
| Local                  | Resultado | Visitante            | Estadio                             | Fecha           | Hora            | Espectadores    | Amonestado      | Expulsado       |           |           |
| ---------------------- | --------- | -------------------- | ----------------------------------- | --------------- | --------------- | --------------- | --------------- | --------------- | --------- | --------- |
| Durango                | 2 - 1     | Leones Negros "B"    | Francisco Zarco                     | 5 de noviembre  | 20:00           | 200             | 9               | 0               |           |           |
| Cimarrones "B"         | 0 - 1     | Colima F.C.          | Héroe de Nacozari                   | 6 de noviembre  | 10:00           | 0               | 2               | 0               |           |           |
| Tritones Vallarta      | 1 - 5     | Mazorqueros          | Ciudad Deportiva San José del Valle | 6 de noviembre  | 15:00           | 300             | 5               | 0               |           |           |
| UAZ                    | 1 - 2     | Coras F.C.           | Carlos Vega Villalba                | 6 de noviembre  | 15:30           | 100             | 5               | 0               |           |           |
| Catedráticos Elite     | 1 - 3     | Gavilanes            | Núcleo Deportivo y de Espectáculos  | 6 de noviembre  | 16:00           | 50              | 3               | 0               |           |           |
| UAT                    | 3 - 0     | Mineros de Fresnillo | Marte R. Gómez                      | 6 de noviembre  | 16:00           | 200             | 2               | 0               |           |           |
| Saltillo               | 3 - 1     | Tecos                | Olímpico Francisco I. Madero        | 6 de noviembre  | 16:00           | 500             | 2               | 1               |           |           |
| Grupo 2                |           |                      |                                     |                 |                 |                 |                 |                 |           |           |
| Local                  | Resultado | Visitante            | Estadio                             | Fecha           | Hora            | Espectadores    | Amonestado      | Expulsado       |           |           |
| Zap                    | 1 - 3     | Yalmakan             | Miguel Hidalgo                      | 5 de noviembre  | 15:30           | 50              | 6               | 0               |           |           |
| Inter Playa            | 3 - 0     | Cañoneros            | Mario Villanueva Madrid             | 5 de noviembre  | 16:00           | 200             | 0               | 0               |           |           |
| Inter Querétaro        | 1 - 0     | Sporting Canamy      | Unidad Deportiva La Cañada          | 6 de noviembre  | 15:00           | 100             | 6               | 0               |           |           |
| Cafetaleros de Chiapas | 1 - 2     | Lobos ULMX           | Víctor Manuel Reyna                 | 6 de noviembre  | 15:30           | 1 000           | 6               | 0               |           |           |
| Escorpiones            | 1 - 4     | La Piedad            | Centenario                          | 6 de noviembre  | 16:00           | 200             | 3               | 0               |           |           |
| Montañeses             | 0 - 1     | Leviatán             | Complejo Deportivo Orizaba Sur      | 7 de noviembre  | 12:00           | 2 000           | 2               | 1               |           |           |
| DESCANSO:              | DESCANSO: | DESCANSO:            | DESCANSO:                           | Deportivo Dongu | Deportivo Dongu | Deportivo Dongu | Deportivo Dongu | Deportivo Dongu |           |           |

| Jornada 10           | Jornada 10 | Jornada 10             | Jornada 10                       | Jornada 10      | Jornada 10 | Jornada 10   | Jornada 10 | Jornada 10 | Jornada 10 | Jornada 10 |
| Grupo 1              | Grupo 1    | Grupo 1                | Grupo 1                          | Grupo 1         | Grupo 1    | Grupo 1      | Grupo 1    | Grupo 1    | Grupo 1    | Grupo 1    |
| Local                | Resultado  | Visitante              | Estadio                          | Fecha           | Hora       | Espectadores | Amonestado | Expulsado  |            |            |
| -------------------- | ---------- | ---------------------- | -------------------------------- | --------------- | ---------- | ------------ | ---------- | ---------- | ---------- | ---------- |
| Mineros de Fresnillo | 0 - 4      | UAZ                    | Minera Fresnillo                 | 10 de noviembre | 11:00      | 50           | 4          | 0          |            |            |
| Leones Negros "B"    | 1 - 2      | Cimarrones "B"         | Club Deportivo U. de G.          | 10 de noviembre | 11:00      | 100          | 7          | 1          |            |            |
| Mazorqueros          | 2 - 0      | Catedráticos Elite     | Municipal Santa Rosa             | 10 de noviembre | 15:30      | 500          | 3          | 1          |            |            |
| Gavilanes            | 2 - 0      | UAT                    | El Hogar                         | 10 de noviembre | 16:00      | 800          | 4          | 0          |            |            |
| Tecos                | 2 - 1      | Tritones Vallarta      | Tres de Marzo                    | 10 de noviembre | 17:00      | 200          | 1          | 0          |            |            |
| Colima F.C.          | 1 - 2      | Saltillo               | Olímpico Universitario de Colima | 10 de noviembre | 19:00      | 400          | 5          | 0          |            |            |
| Coras F.C.           | 0 - 3      | Durango                | Olímpico Santa Teresita          | 10 de noviembre | 20:30      | 500          | 6          | 0          |            |            |
| Grupo 2              |            |                        |                                  |                 |            |              |            |            |            |            |
| Local                | Resultado  | Visitante              | Estadio                          | Fecha           | Hora       | Espectadores | Amonestado | Expulsado  |            |            |
| Deportivo Dongu      | 2 - 1      | Escorpiones            | Los Pinos                        | 10 de noviembre | 11:00      | 250          | 4          | 1          |            |            |
| Yalmakan             | 1 - 0      | Inter Querétaro        | José López Portillo              | 10 de noviembre | 15:00      | 500          | 5          | 0          |            |            |
| Lobos ULMX           | 1 - 2      | Zap                    | Juan N. López                    | 10 de noviembre | 15:00      | 0            | 3          | 0          |            |            |
| Leviatán             | 0 - 5      | Inter Playa            | Neza 86                          | 10 de noviembre | 15:15      | 50           | 0          | 0          |            |            |
| Sporting Canamy      | 2 - 1      | Montañeses             | Centro Vacacional IMSS           | 10 de noviembre | 16:15      | 100          | 1          | 0          |            |            |
| La Piedad            | 0 - 1      | Cafetaleros de Chiapas | Juan N. López                    | 11 de noviembre | 15:30      | 400          | 4          | 0          |            |            |
| DESCANSO:            | DESCANSO:  | DESCANSO:              | DESCANSO:                        | Cañoneros       | Cañoneros  | Cañoneros    | Cañoneros  | Cañoneros  |            |            |

| Jornada 11             | Jornada 11 | Jornada 11           | Jornada 11                          | Jornada 11      | Jornada 11  | Jornada 11   | Jornada 11  | Jornada 11  | Jornada 11 | Jornada 11 |
| Grupo 1                | Grupo 1    | Grupo 1              | Grupo 1                             | Grupo 1         | Grupo 1     | Grupo 1      | Grupo 1     | Grupo 1     | Grupo 1    | Grupo 1    |
| Local                  | Resultado  | Visitante            | Estadio                             | Fecha           | Hora        | Espectadores | Amonestado  | Expulsado   |            |            |
| ---------------------- | ---------- | -------------------- | ----------------------------------- | --------------- | ----------- | ------------ | ----------- | ----------- | ---------- | ---------- |
| Cimarrones "B"         | 0 - 3      | Coras F.C.           | Héroe de Nacozari                   | 13 de noviembre | 10:00       | 0            | 3           | 0           |            |            |
| Tritones Vallarta      | 3 - 0      | Colima F.C.          | Ciudad Deportiva San José del Valle | 13 de noviembre | 15:00       | 200          | 5           | 1           |            |            |
| Catedráticos Elite     | 0 - 2      | Tecos                | Núcleo Deportivo y de Espectáculos  | 13 de noviembre | 16:00       | 100          | 2           | 0           |            |            |
| UAT                    | 3 - 1      | UAZ                  | Marte R. Gómez                      | 13 de noviembre | 16:00       | 0            | 7           | 1           |            |            |
| Gavilanes              | 0 - 3      | Mazorqueros          | El Hogar                            | 13 de noviembre | 16:00       | 2 000        | 6           | 0           |            |            |
| Saltillo               | 3 - 1      | Leones Negros "B"    | Olímpico Francisco I. Madero        | 13 de noviembre | 16:00       | 2 000        | 4           | 2           |            |            |
| Durango                | 3 - 0      | Mineros de Fresnillo | Francisco Zarco                     | 13 de noviembre | 20:00       | 900          | 3           | 0           |            |            |
| Grupo 2                |            |                      |                                     |                 |             |              |             |             |            |            |
| Local                  | Resultado  | Visitante            | Estadio                             | Fecha           | Hora        | Espectadores | Amonestado  | Expulsado   |            |            |
| Inter Querétaro        | 1 - 1      | Lobos ULMX           | Unidad Deportiva La Cañada          | 13 de noviembre | 15:00       | 200          | 6           | 0           |            |            |
| Escorpiones            | 2 - 1      | Cañoneros            | Centenario                          | 13 de noviembre | 15:00       | 100          | 10          | 0           |            |            |
| Montañeses             | 3 - 0      | Yalmakan             | Complejo Deportivo Orizaba Sur      | 14 de noviembre | 12:00       | 500          | 1           | 0           |            |            |
| Zap                    | 0 - 2      | La Piedad            | Miguel Hidalgo                      | 14 de noviembre | 15:30       | 200          | 4           | 0           |            |            |
| Cafetaleros de Chiapas | 4 - 0      | Deportivo Dongu      | Víctor Manuel Reyna                 | 14 de noviembre | 15:30       | 500          | 3           | 1           |            |            |
| Leviatán               | 0 - 3      | Sporting Canamy      | Neza 86                             | Suspendido      | N/A         | 0            | 0           | 0           |            |            |
| DESCANSO:              | DESCANSO:  | DESCANSO:            | DESCANSO:                           | Inter Playa     | Inter Playa | Inter Playa  | Inter Playa | Inter Playa |            |            |

| Jornada 12           | Jornada 12    | Jornada 12             | Jornada 12                       | Jornada 12      | Jornada 12  | Jornada 12   | Jornada 12  | Jornada 12  | Jornada 12 | Jornada 12 |
| Grupo 1              | Grupo 1       | Grupo 1                | Grupo 1                          | Grupo 1         | Grupo 1     | Grupo 1      | Grupo 1     | Grupo 1     | Grupo 1    | Grupo 1    |
| Local                | Resultado     | Visitante              | Estadio                          | Fecha           | Hora        | Espectadores | Amonestado  | Expulsado   |            |            |
| -------------------- | ------------- | ---------------------- | -------------------------------- | --------------- | ----------- | ------------ | ----------- | ----------- | ---------- | ---------- |
| UAT                  | 0 - 1         | Mazorqueros            | Marte R. Gómez                   | 17 de noviembre | 16:00       | 100          | 1           | 0           |            |            |
| Tecos                | 2 - 0         | Gavilanes              | Tres de Marzo                    | 19 de noviembre | 19:00       | 200          | 2           | 0           |            |            |
| Coras F.C.           | 0 - 1         | Saltillo               | Olímpico Santa Teresita          | 19 de noviembre | 20:30       | 300          | 4           | 0           |            |            |
| Leones Negros "B"    | (5) 3 - 3 (6) | Tritones Vallarta      | Club Deportivo U. de G.          | 20 de noviembre | 11:00       | 100          | 4           | 5           |            |            |
| UAZ                  | 1 - 1         | Durango                | Carlos Vega Villalba             | 20 de noviembre | 15:30       | 200          | 2           | 0           |            |            |
| Mineros de Fresnillo | 3 - 2         | Cimarrones "B"         | Minera Fresnillo                 | 20 de noviembre | 17:00       | 50           | 2           | 1           |            |            |
| Colima F.C.          | 3 - 0         | Catedráticos Elite     | Olímpico Universitario de Colima | 22 de noviembre | 19:00       | 300          | 4           | 1           |            |            |
| Grupo 2              |               |                        |                                  |                 |             |              |             |             |            |            |
| Local                | Resultado     | Visitante              | Estadio                          | Fecha           | Hora        | Espectadores | Amonestado  | Expulsado   |            |            |
| Inter Playa          | 7 - 1         | Sporting Canamy        | Mario Villanueva Madrid          | 19 de noviembre | 15:00       | 250          | 1           | 0           |            |            |
| Cañoneros            | 1 - 3         | Cafetaleros de Chiapas | Momoxco                          | 20 de noviembre | 12:00       | 50           | 0           | 0           |            |            |
| Lobos ULMX           | 3 - 2         | Montañeses             | Juan N. López                    | 20 de noviembre | 15:00       | 20           | 1           | 0           |            |            |
| Deportivo Dongu      | 0 - 2         | Zap                    | Los Pinos                        | 20 de noviembre | 15:00       | 50           | 7           | 0           |            |            |
| Yalmakan             | 10 - 0        | Leviatán               | José López Portillo              | 21 de noviembre | 12:00       | 200          | 0           | 0           |            |            |
| La Piedad            | 1 - 0         | Inter Querétaro        | Juan N. López                    | 21 de noviembre | 16:00       | 400          | 6           | 0           |            |            |
| DESCANSO:            | DESCANSO:     | DESCANSO:              | DESCANSO:                        | Escorpiones     | Escorpiones | Escorpiones  | Escorpiones | Escorpiones |            |            |

| Jornada 13         | Jornada 13 | Jornada 13           | Jornada 13                          | Jornada 13             | Jornada 13             | Jornada 13             | Jornada 13             | Jornada 13             | Jornada 13 | Jornada 13 |
| Grupo 1            | Grupo 1    | Grupo 1              | Grupo 1                             | Grupo 1                | Grupo 1                | Grupo 1                | Grupo 1                | Grupo 1                | Grupo 1    | Grupo 1    |
| Local              | Resultado  | Visitante            | Estadio                             | Fecha                  | Hora                   | Espectadores           | Amonestado             | Expulsado              |            |            |
| ------------------ | ---------- | -------------------- | ----------------------------------- | ---------------------- | ---------------------- | ---------------------- | ---------------------- | ---------------------- | ---------- | ---------- |
| Durango            | 2 - 1      | UAT                  | Francisco Zarco                     | 26 de noviembre        | 20:00                  | 200                    | 2                      | 0                      |            |            |
| Cimarrones "B"     | 5 - 1      | UAZ                  | Héroe de Nacozari                   | 27 de noviembre        | 10:00                  | 0                      | 4                      | 1                      |            |            |
| Tritones Vallarta  | 0 - 3      | Coras F.C.           | Ciudad Deportiva San José del Valle | 27 de noviembre        | 15:00                  | 500                    | 5                      | 2                      |            |            |
| Mazorqueros        | 3 - 0      | Tecos                | Municipal Santa Rosa                | 27 de noviembre        | 15:30                  | 550                    | 8                      | 0                      |            |            |
| Catedráticos Elite | 3 - 2      | Leones Negros "B"    | Núcleo Deportivo y de Espectáculos  | 27 de noviembre        | 16:00                  | 100                    | 2                      | 0                      |            |            |
| Gavilanes          | 3 - 1      | Colima F.C.          | El Hogar                            | 27 de noviembre        | 16:00                  | 100                    | 4                      | 0                      |            |            |
| Saltillo           | 4 - 2      | Mineros de Fresnillo | Olímpico Francisco I. Madero        | 27 de noviembre        | 16:00                  | 1 500                  | 3                      | 1                      |            |            |
| Grupo 2            |            |                      |                                     |                        |                        |                        |                        |                        |            |            |
| Local              | Resultado  | Visitante            | Estadio                             | Fecha                  | Hora                   | Espectadores           | Amonestado             | Expulsado              |            |            |
| Zap                | 6 - 2      | Cañoneros            | Miguel Hidalgo                      | 26 de noviembre        | 15:30                  | 200                    | 4                      | 1                      |            |            |
| Inter Querétaro    | 3 - 0      | Deportivo Dongu      | Unidad Deportiva La Cañada          | 27 de noviembre        | 15:00                  | 100                    | 3                      | 1                      |            |            |
| Escorpiones        | 0 - 5      | Inter Playa          | Centenario                          | 27 de noviembre        | 15:00                  | 100                    | 2                      | 0                      |            |            |
| Leviatán           | 1 - 4      | Lobos ULMX           | Hugo Sánchez Márquez                | 27 de noviembre        | 15:15                  | 30                     | 2                      | 0                      |            |            |
| Sporting Canamy    | 0 - 3      | Yalmakan             | Centro Vacacional IMSS              | 27 de noviembre        | 16:15                  | 0                      | 3                      | 0                      |            |            |
| Montañeses         | 0 - 0      | La Piedad            | Complejo Deportivo Orizaba Sur      | 28 de noviembre        | 12:00                  | 1 200                  | 3                      | 0                      |            |            |
| DESCANSO:          | DESCANSO:  | DESCANSO:            | DESCANSO:                           | Cafetaleros de Chiapas | Cafetaleros de Chiapas | Cafetaleros de Chiapas | Cafetaleros de Chiapas | Cafetaleros de Chiapas |            |            |

## Tabla General de Clasificación
| Pos. | Equipo                 | Pts. | PJ | G  | E | P  | GF | GC | Dif. | Clasificación        |
| ---- | ---------------------- | ---- | -- | -- | - | -- | -- | -- | ---- | -------------------- |
| 1    | Mazorqueros            | 38   | 13 | 11 | 1 | 1  | 30 | 8  | +22  | Liguilla             |
| 2    | Cafetaleros de Chiapas | 35   | 12 | 10 | 1 | 1  | 31 | 8  | +23  | Liguilla             |
| 3    | Durango (C)            | 31   | 13 | 9  | 3 | 1  | 24 | 10 | +14  | Liguilla             |
| 4    | Saltillo               | 31   | 13 | 9  | 3 | 1  | 25 | 12 | +13  | Liguilla             |
| 5    | Inter Playa            | 30   | 12 | 8  | 3 | 1  | 36 | 7  | +29  | Liguilla             |
| 6    | La Piedad              | 29   | 12 | 7  | 3 | 2  | 20 | 8  | +12  |                      |
| 7    | Yalmakan               | 26   | 12 | 8  | 0 | 4  | 22 | 12 | +10  | Liguilla             |
| 8    | Coras F.C.             | 24   | 13 | 6  | 2 | 5  | 20 | 15 | +5   | Liguilla             |
| 9    | Gavilanes              | 24   | 13 | 7  | 2 | 4  | 20 | 15 | +5   | Copa Conecta 2021-22 |
| 10   | Tecos                  | 22   | 13 | 6  | 3 | 4  | 18 | 14 | +4   | Copa Conecta 2021-22 |
| 11   | Zap                    | 22   | 12 | 7  | 0 | 5  | 21 | 18 | +3   | Copa Conecta 2021-22 |
| 12   | Tritones Vallarta      | 18   | 13 | 5  | 2 | 6  | 21 | 26 | −5   | Copa Conecta 2021-22 |
| 13   | Inter Querétaro        | 17   | 12 | 4  | 4 | 4  | 11 | 8  | +3   | Copa Conecta 2021-22 |
| 14   | Colima F.C.            | 17   | 13 | 5  | 2 | 6  | 18 | 18 | 0    | Copa Conecta 2021-22 |
| 15   | Leones Negros "B"      | 15   | 13 | 3  | 4 | 6  | 20 | 21 | −1   |                      |
| 16   | Cimarrones "B"         | 14   | 13 | 4  | 2 | 7  | 20 | 20 | 0    |                      |
| 17   | Sporting Canamy        | 14   | 12 | 4  | 2 | 6  | 11 | 21 | −10  | Copa Conecta 2021-22 |
| 18   | Montañeses             | 13   | 12 | 3  | 4 | 5  | 15 | 16 | −1   | Copa Conecta 2021-22 |
| 19   | Lobos ULMX             | 13   | 12 | 3  | 3 | 6  | 16 | 20 | −4   |                      |
| 20   | Deportivo Dongu        | 13   | 12 | 3  | 3 | 6  | 12 | 21 | −9   |                      |
| 21   | UAT                    | 12   | 13 | 3  | 3 | 7  | 13 | 18 | −5   |                      |
| 22   | UAZ                    | 12   | 13 | 3  | 2 | 8  | 19 | 26 | −7   |                      |
| 23   | Cañoneros              | 12   | 12 | 3  | 1 | 8  | 15 | 23 | −8   |                      |
| 24   | Escorpiones            | 11   | 12 | 3  | 1 | 8  | 15 | 25 | −10  |                      |
| 25   | Catedráticos Elite     | 11   | 13 | 3  | 2 | 8  | 13 | 27 | −14  |                      |
| 26   | Leviatán               | 7    | 12 | 2  | 1 | 9  | 8  | 46 | −38  |                      |
| 27   | Mineros de Fresnillo   | 4    | 13 | 1  | 1 | 11 | 6  | 35 | −29  |                      |

Actualizado a los partidos jugados el 28 de noviembre de 2021.
 Fuente: Liga Premier FMF
Criterios de clasificación: Puntos · Diferencia de goles · Goles a favor · Cociente
Notas:
1. ↑  El Club de Fútbol La Piedad fue excluido de la fase de Liguilla por incumplir el artículo 26 del Reglamento de competencia de la Liga Premier referente al pago de las obligaciones económicas de los clubes participantes.[28]

## Tabla de Clasificación por Grupos

### Grupo 1
| Pos. | Equipo               | Pts. | PJ | G  | E | P  | GF | GC | Dif. | Clasificación        |
| ---- | -------------------- | ---- | -- | -- | - | -- | -- | -- | ---- | -------------------- |
| 1    | Mazorqueros          | 38   | 13 | 11 | 1 | 1  | 30 | 8  | +22  | Liguilla             |
| 2    | Durango (C)          | 31   | 13 | 9  | 3 | 1  | 24 | 10 | +14  | Liguilla             |
| 3    | Saltillo             | 31   | 13 | 9  | 3 | 1  | 25 | 12 | +13  | Liguilla             |
| 4    | Coras F.C.           | 24   | 13 | 6  | 2 | 5  | 20 | 15 | +5   | Liguilla             |
| 5    | Gavilanes            | 24   | 13 | 7  | 2 | 4  | 20 | 15 | +5   | Copa Conecta 2021-22 |
| 6    | Tecos                | 22   | 13 | 6  | 3 | 4  | 18 | 14 | +4   | Copa Conecta 2021-22 |
| 7    | Tritones Vallarta    | 18   | 13 | 5  | 2 | 6  | 21 | 26 | −5   | Copa Conecta 2021-22 |
| 8    | Colima F.C.          | 17   | 13 | 5  | 2 | 6  | 18 | 18 | 0    | Copa Conecta 2021-22 |
| 9    | Leones Negros "B"    | 15   | 13 | 3  | 4 | 6  | 18 | 21 | −3   |                      |
| 10   | Cimarrones "B"       | 14   | 13 | 4  | 2 | 7  | 20 | 20 | 0    |                      |
| 11   | UAT                  | 12   | 13 | 3  | 3 | 7  | 13 | 18 | −5   |                      |
| 12   | UAZ                  | 12   | 13 | 3  | 2 | 8  | 19 | 26 | −7   |                      |
| 13   | Catedráticos Elite   | 11   | 13 | 3  | 2 | 8  | 13 | 27 | −14  |                      |
| 14   | Mineros de Fresnillo | 4    | 13 | 1  | 1 | 11 | 6  | 35 | −29  |                      |

Actualizado a los partidos jugados el 27 de noviembre de 2021.
 Fuente: Liga Premier FMF
Criterios de clasificación: Puntos · Diferencia de goles · Goles a favor · Play-off

#### Evolución de la clasificación
Fecha de actualización: 27 de noviembre de 2021 
| Equipo / Jornada  | 01 | 02 | 03 | 04 | 05 | 06 | 07 | 08 | 09 | 10 | 11 | 12 | 13 |
| ----------------- | -- | -- | -- | -- | -- | -- | -- | -- | -- | -- | -- | -- | -- |
| Mazorqueros       | 1  | 1  | 1  | 1  | 1  | 1  | 1  | 1  | 1  | 1  | 1  | 1  | 1  |
| Durango           | 2  | 4  | 2  | 2  | 2  | 2  | 2  | 2  | 2  | 2  | 2  | 2  | 2  |
| Saltillo          | 10 | 8  | 7  | 4  | 3  | 3  | 4  | 3  | 3  | 3  | 3  | 3  | 3  |
| Coras             | 5  | 6  | 10 | 12 | 8  | 11 | 6  | 5  | 5  | 5  | 5  | 6  | 4  |
| Gavilanes         | 8  | 9  | 9  | 5  | 7  | 6  | 8  | 7  | 4  | 4  | 4  | 5  | 5  |
| Tecos             | 11 | 11 | 12 | 8  | 6  | 5  | 7  | 8  | 9  | 6  | 6  | 4  | 6  |
| Tritones Vallarta | 4  | 2  | 3  | 3  | 5  | 4  | 3  | 6  | 8  | 9  | 7  | 7  | 7  |
| Colima            | 13 | 12 | 13 | 7  | 9  | 7  | 10 | 9  | 6  | 7  | 8  | 8  | 8  |
| Leones Negros     | 6  | 10 | 11 | 13 | 13 | 9  | 5  | 4  | 7  | 8  | 9  | 9  | 9  |
| Cimarrones        | 12 | 5  | 4  | 6  | 4  | 8  | 9  | 10 | 11 | 10 | 12 | 12 | 10 |
| UAT               | 3  | 7  | 8  | 11 | 10 | 12 | 13 | 13 | 10 | 12 | 10 | 10 | 11 |
| UAZ               | 9  | 13 | 6  | 10 | 11 | 13 | 11 | 12 | 13 | 11 | 11 | 11 | 12 |
| Catedráticos      | 7  | 3  | 5  | 9  | 12 | 10 | 12 | 11 | 12 | 13 | 13 | 13 | 13 |
| Fresnillo         | 14 | 14 | 14 | 14 | 14 | 14 | 14 | 14 | 14 | 14 | 14 | 14 | 14 |

### Grupo 2
| Pos. | Equipo                 | Pts. | PJ | G  | E | P | GF | GC | Dif. | Clasificación        |
| ---- | ---------------------- | ---- | -- | -- | - | - | -- | -- | ---- | -------------------- |
| 1    | Cafetaleros de Chiapas | 35   | 12 | 10 | 1 | 1 | 31 | 8  | +23  | Liguilla             |
| 2    | Inter Playa            | 30   | 12 | 8  | 3 | 1 | 36 | 7  | +29  | Liguilla             |
| 3    | La Piedad              | 29   | 12 | 7  | 3 | 2 | 20 | 8  | +12  |                      |
| 4    | Yalmakan               | 26   | 12 | 8  | 0 | 4 | 22 | 12 | +10  | Liguilla             |
| 5    | Zap                    | 22   | 12 | 7  | 0 | 5 | 21 | 18 | +3   | Copa Conecta 2021-22 |
| 6    | Inter Querétaro        | 17   | 12 | 4  | 4 | 4 | 11 | 8  | +3   | Copa Conecta 2021-22 |
| 7    | Sporting Canamy        | 14   | 12 | 4  | 2 | 6 | 11 | 21 | −10  | Copa Conecta 2021-22 |
| 8    | Montañeses             | 13   | 12 | 3  | 4 | 5 | 15 | 16 | −1   | Copa Conecta 2021-22 |
| 9    | Lobos ULMX             | 13   | 12 | 3  | 3 | 6 | 16 | 20 | −4   |                      |
| 10   | Deportivo Dongu        | 13   | 12 | 3  | 3 | 6 | 12 | 21 | −9   |                      |
| 11   | Cañoneros              | 12   | 12 | 3  | 1 | 8 | 15 | 23 | −8   |                      |
| 12   | Escorpiones            | 11   | 12 | 3  | 1 | 8 | 15 | 25 | −10  |                      |
| 13   | Leviatán               | 7    | 12 | 2  | 1 | 9 | 8  | 46 | −38  |                      |

Actualizado a los partidos jugados el 28 de noviembre de 2021.
 Fuente: Liga Premier FMF
Criterios de clasificación: Puntos · Diferencia de goles · Goles a favor · Play-off
Notas:
1. ↑  El Club de Fútbol La Piedad fue excluido de la fase de Liguilla por incumplir el artículo 26 del Reglamento de competencia de la Liga Premier referente al pago de las obligaciones económicas de los clubes participantes.[28]

#### Evolución de la clasificación
Fecha de actualización: 28 de noviembre de 2021 
| Equipo / Jornada | 01 | 02 | 03 | 04 | 05 | 06 | 07 | 08 | 09 | 10 | 11  | 12 | 13 |
| ---------------- | -- | -- | -- | -- | -- | -- | -- | -- | -- | -- | --- | -- | -- |
| Cafetaleros      | 4  | 2  | 1  | 1  | 1  | 1  | 1  | 1  | 1  | 1  | 1   | 1  | 1  |
| Inter Playa      | 1  | 4  | 3  | 2  | 2  | 3  | 3  | 3  | 3  | 2  | 3   | 3  | 2  |
| La Piedad        | 2  | 1  | 2  | 3  | 3  | 2  | 2  | 2  | 2  | 3  | 2   | 2  | 3  |
| Yalmakan         | 13 | 7  | 4  | 5  | 5  | 5  | 5  | 6  | 4  | 4  | 4   | 4  | 4  |
| Zap              | 8  | 5  | 9  | 11 | 7  | 9  | 6  | 5  | 7  | 5  | 5   | 5  | 5  |
| Inter Qro        | 5  | 6  | 7  | 9  | 10 | 10 | 10 | 7  | 5  | 6  | 6   | 6  | 6  |
| Sp. Canamy       | 7  | 12 | 8  | 10 | 11 | 8  | 8  | 11 | 11 | 9  | 10* | 7  | 7  |
| Montañeses       | 3  | 3  | 6  | 6  | 8  | 7  | 7  | 9  | 9  | 10 | 8   | 9  | 8  |
| Lobos ULMX       | 6  | 9  | 12 | 12 | 13 | 13 | 13 | 13 | 13 | 13 | 13  | 12 | 9  |
| Dongu            | 9  | 10 | 10 | 7  | 6  | 6  | 9  | 8  | 8  | 7  | 7   | 8  | 10 |
| Cañoneros        | 11 | 8  | 5  | 4  | 4  | 4  | 4  | 4  | 6  | 8  | 9   | 10 | 11 |
| Escorpiones      | 10 | 13 | 11 | 8  | 9  | 11 | 11 | 10 | 10 | 11 | 11  | 11 | 12 |
| Leviatán         | 12 | 11 | 13 | 13 | 12 | 12 | 12 | 12 | 12 | 12 | 12* | 13 | 13 |

- #: Indica la posición del equipo en su jornada de descanso.
- *: Indica la posición del equipo con un partido pendiente al finalizar la jornada.

## Liguilla
|  | Cuartos de final                                     | Cuartos de final                                     | Cuartos de final                                     | Cuartos de final                                     | Cuartos de final                                     |   |       | Semifinales                                   | Semifinales                                   | Semifinales                                   | Semifinales                                   | Semifinales                                   |  |   | Final                                          | Final                                          | Final                                          | Final                                          | Final                                          |  |
|  | 1 y 2 de diciembre (ida) 4 y 5 de diciembre (vuelta) | 1 y 2 de diciembre (ida) 4 y 5 de diciembre (vuelta) | 1 y 2 de diciembre (ida) 4 y 5 de diciembre (vuelta) | 1 y 2 de diciembre (ida) 4 y 5 de diciembre (vuelta) | 1 y 2 de diciembre (ida) 4 y 5 de diciembre (vuelta) |   |       | 9 de diciembre (ida) 12 de diciembre (vuelta) | 9 de diciembre (ida) 12 de diciembre (vuelta) | 9 de diciembre (ida) 12 de diciembre (vuelta) | 9 de diciembre (ida) 12 de diciembre (vuelta) | 9 de diciembre (ida) 12 de diciembre (vuelta) |  |   | 15 de diciembre (ida) 18 de diciembre (vuelta) | 15 de diciembre (ida) 18 de diciembre (vuelta) | 15 de diciembre (ida) 18 de diciembre (vuelta) | 15 de diciembre (ida) 18 de diciembre (vuelta) | 15 de diciembre (ida) 18 de diciembre (vuelta) |  |
|  |                                                      |                                                      |                                                      |                                                      |                                                      |   |       |                                               |                                               |                                               |                                               |                                               |  |   |                                                |                                                |                                                |                                                |                                                |  |
|  |                                                      |                                                      |                                                      |                                                      |                                                      |   |       |                                               |                                               |                                               |                                               |                                               |  |   |                                                |                                                |                                                |                                                |                                                |  |
|  | 2                                                    | Cafetaleros de Chiapas                               | 2                                                    | 3                                                    | 5                                                    |   |       |                                               |                                               |                                               |                                               |                                               |  |   |                                                |                                                |                                                |                                                |                                                |  |
|  | 2                                                    | Cafetaleros de Chiapas                               | 2                                                    | 3                                                    | 5                                                    |   |       |                                               |                                               |                                               |                                               |                                               |  |   |                                                |                                                |                                                |                                                |                                                |  |
|  | 7                                                    | Coras F.C.                                           | 0                                                    | 3                                                    | 3                                                    |   |       |                                               |                                               |                                               |                                               |                                               |  |   |                                                |                                                |                                                |                                                |                                                |  |
|  | 7                                                    | Coras F.C.                                           | 0                                                    | 3                                                    | 3                                                    |   | 2     | Cafetaleros de Chiapas                        | 1                                             | 3                                             | 4 (3)                                         |                                               |  |   |                                                |                                                |                                                |                                                |                                                |  |
|  |                                                      |                                                      |                                                      |                                                      |                                                      |   | 2     | Cafetaleros de Chiapas                        | 1                                             | 3                                             | 4 (3)                                         |                                               |  |   |                                                |                                                |                                                |                                                |                                                |  |
|  |                                                      |                                                      | 3                                                    | Inter Playa (p.)                                     | 3                                                    | 1 | 4 (5) |                                               |                                               |                                               |                                               |                                               |  |   |                                                |                                                |                                                |                                                |                                                |  |
|  | 3                                                    | Inter Playa                                          | 3                                                    | Inter Playa (p.)                                     | 3                                                    | 1 | 4 (5) | 2                                             | 3                                             | 5                                             |                                               |                                               |  |   |                                                |                                                |                                                |                                                |                                                |  |
|  | 3                                                    | Inter Playa                                          |                                                      |                                                      |                                                      |   |       |                                               |                                               | 5                                             |                                               |                                               |  |   |                                                |                                                |                                                |                                                |                                                |  |
|  | 6                                                    | Yalmakan                                             | 0                                                    | 1                                                    | 1                                                    |   |       |                                               |                                               |                                               |                                               |                                               |  |   |                                                |                                                |                                                |                                                |                                                |  |
|  | 6                                                    | Yalmakan                                             | 0                                                    | 1                                                    | 1                                                    |   |       |                                               |                                               |                                               |                                               |                                               |  | 3 | Inter Playa                                    | 0                                              | 0                                              | 0                                              |                                                |  |
|  |                                                      |                                                      |                                                      |                                                      |                                                      |   |       |                                               |                                               |                                               |                                               |                                               |  | 3 | Inter Playa                                    | 0                                              | 0                                              | 0                                              |                                                |  |
|  |                                                      |                                                      | 4                                                    | Durango                                              | 1                                                    | 0 | 1     |                                               |                                               |                                               |                                               |                                               |  |   |                                                |                                                |                                                |                                                |                                                |  |
|  | 1                                                    | Mazorqueros                                          | 4                                                    | Durango                                              | 1                                                    | 0 | 1     |                                               |                                               |                                               |                                               |                                               |  |   |                                                |                                                |                                                |                                                |                                                |  |
|  | 1                                                    | Mazorqueros                                          |                                                      |                                                      |                                                      |   |       |                                               |                                               |                                               |                                               |                                               |  |   |                                                |                                                |                                                |                                                |                                                |  |
|  | X                                                    | PASE DIRECTO                                         |                                                      |                                                      |                                                      |   |       |                                               |                                               |                                               |                                               |                                               |  |   |                                                |                                                |                                                |                                                |                                                |  |
|  | X                                                    | PASE DIRECTO                                         |                                                      | 1                                                    | Mazorqueros                                          | 0 | 0     | 0                                             |                                               |                                               |                                               |                                               |  |   |                                                |                                                |                                                |                                                |                                                |  |
|  |                                                      |                                                      |                                                      |                                                      |                                                      | 0 | 0     | 0                                             |                                               |                                               |                                               |                                               |  |   |                                                |                                                |                                                |                                                |                                                |  |
|  |                                                      |                                                      | 4                                                    | Durango                                              | 0                                                    | 2 | 2     |                                               |                                               |                                               |                                               |                                               |  |   |                                                |                                                |                                                |                                                |                                                |  |
|  | 4                                                    | Durango                                              | 4                                                    | Durango                                              | 0                                                    | 2 | 2     | 1                                             | 1                                             | 2                                             |                                               |                                               |  |   |                                                |                                                |                                                |                                                |                                                |  |
|  | 4                                                    | Durango                                              |                                                      |                                                      |                                                      |   |       |                                               |                                               | 2                                             |                                               |                                               |  |   |                                                |                                                |                                                |                                                |                                                |  |
|  | 5                                                    | Saltillo                                             | 0                                                    | 0                                                    | 0                                                    |   |       |                                               |                                               |                                               |                                               |                                               |  |   |                                                |                                                |                                                |                                                |                                                |  |
|  | 5                                                    | Saltillo                                             | 0                                                    | 0                                                    | 0                                                    |   |       |                                               |                                               |                                               |                                               |                                               |  |   |                                                |                                                |                                                |                                                |                                                |  |
|  |                                                      |                                                      |                                                      |                                                      |                                                      |   |       |                                               |                                               |                                               |                                               |                                               |  |   |                                                |                                                |                                                |                                                |                                                |  |

### Cuartos de final
| 1 de diciembre de 2021, 20:30 (UTC -7) | Coras F.C. | 0:2 (0:1) | Cafetaleros de Chiapas       | Estadio Olímpico Santa Teresita, Tepic, Nayarit                    |                                                                    |
|                                        |            | Reporte   | 1' A. Acosta · 63' J. Vargas | Asistencia: 1 500 espectadores Árbitro(s): Julio César Gil Jiménez | Asistencia: 1 500 espectadores Árbitro(s): Julio César Gil Jiménez |

| 4 de diciembre de 2021, 19:00 (UTC -6)                  | Cafetaleros de Chiapas                          | 3:3 (1:1) (Global 5:3) | Coras F.C.                         | Estadio Víctor Manuel Reyna, Tuxtla Gutiérrez, Chiapas           |                                                                  |
|                                                         | A. Vázquez 20' · D. Valanta 50' · V. Torres 86' | Reporte                | 33', 53' J. Celada · 78' J. Maleck | Asistencia: 2 700 espectadores Árbitro(s): Rafael Bonilla Vargas | Asistencia: 2 700 espectadores Árbitro(s): Rafael Bonilla Vargas |
| Cafetaleros de Chiapas avanzó a Semifinales. Global 5-3 |                                                 |                        |                                    |                                                                  |                                                                  |

| 1 de diciembre de 2021, 16:00 (UTC -6) | Saltillo | 0:1 (0:0) | Durango       | Estadio Olímpico Francisco I. Madero, Saltillo, Coahuila                   |                                                                            |
|                                        |          | Reporte   | 65' A. García | Asistencia: 3 000 espectadores Árbitro(s): Hector Salvador Solorio Arreola | Asistencia: 3 000 espectadores Árbitro(s): Hector Salvador Solorio Arreola |

| 4 de diciembre de 2021, 20:00 (UTC -6)   | Durango      | 1:0 (1:0) (Global 2:0) | Saltillo | Estadio Francisco Zarco, Durango, Durango                                 |                                                                           |
|                                          | J. Cantú 11' | Reporte                |          | Asistencia: 1 500 espectadores Árbitro(s): Mauricio Eleazar López Sánchez | Asistencia: 1 500 espectadores Árbitro(s): Mauricio Eleazar López Sánchez |
| Durango avanzó a Semifinales. Global 2-0 |              |                        |          |                                                                           |                                                                           |

| 2 de diciembre de 2021, 15:00 (UTC -5) | Yalmakan | 0:2 (0:0) | Inter Playa                     | Estadio José López Portillo, Chetumal, Quintana Roo              |                                                                  |
|                                        |          | Reporte   | 55' K. Calderón · 69' W. Rovira | Asistencia: 700 espectadores Árbitro(s): Jorge Carlos Ortiz León | Asistencia: 700 espectadores Árbitro(s): Jorge Carlos Ortiz León |

| 5 de diciembre de 2021, 15:00 (UTC -5)       | Inter Playa                           | 3:1 (1:0) (Global 5:1) | Yalmakan      | Estadio Mario Villanueva Madrid, Playa del Carmen, Quintana Roo            |                                                                            |
|                                              | J. Sánchez 24', 63' · K. Calderón 76' | Reporte                | 78' L. Osorio | Asistencia: 1 000 espectadores Árbitro(s): Ricardo Emmanuel Chávez Sánchez | Asistencia: 1 000 espectadores Árbitro(s): Ricardo Emmanuel Chávez Sánchez |
| Inter Playa avanzó a Semifinales. Global 5-1 |                                       |                        |               |                                                                            |                                                                            |

### Semifinales
| 9 de diciembre de 2021, 20:00 (UTC -6) | Durango | 0:0     | Mazorqueros | Estadio Francisco Zarco, Durango, Durango                                 |                                                                           |
|                                        |         | Reporte |             | Asistencia: 1 500 espectadores Árbitro(s): Iván Alberto Salazar Hernández | Asistencia: 1 500 espectadores Árbitro(s): Iván Alberto Salazar Hernández |

| 12 de diciembre de 2021, 15:45 (UTC -6) | Mazorqueros | 0:2 (0:1) (Global 0:2) | Durango                      | Estadio Municipal Santa Rosa, Ciudad Guzmán, Jalisco                       |                                                                            |
|                                         |             | Reporte                | 42' W. Guzmán · 48' J. Cantú | Asistencia: 2 500 espectadores Árbitro(s): Ricardo Emmanuel Chávez Sánchez | Asistencia: 2 500 espectadores Árbitro(s): Ricardo Emmanuel Chávez Sánchez |
| Durango avanzó a la Final. Global 0-2   |             |                        |                              |                                                                            |                                                                            |

| 9 de diciembre de 2021, 15:00 (UTC -5) | Inter Playa                        | 3:1 (1:1) | Cafetaleros de Chiapas | Estadio Mario Villanueva Madrid, Playa del Carmen, Quintana Roo            |                                                                            |
|                                        | J. Cruz 34' · K. Calderón 47', 80' | Reporte   | 3' D. Valanta          | Asistencia: 1 400 espectadores Árbitro(s): Héctor Salvador Solorio Arreola | Asistencia: 1 400 espectadores Árbitro(s): Héctor Salvador Solorio Arreola |

| 12 de diciembre de 2021, 18:00 (UTC -6)                                      | Cafetaleros de Chiapas                    | 3:1 (0:0) (3:5 p.)(Global 4:4) | Inter Playa                                                    | Estadio Víctor Manuel Reyna, Tuxtla Gutiérrez, Chiapas                   |                                                                          |
|                                                                              | A. Acosta 49' · D. Valanta 53', 89'       | Reporte                        | 47' E. Bustos                                                  | Asistencia: 3 000 espectadores Árbitro(s): Mauricio Elezar López Sánchez | Asistencia: 3 000 espectadores Árbitro(s): Mauricio Elezar López Sánchez |
|                                                                              |                                           | Tiros desde el punto penal     |                                                                |                                                                          |                                                                          |
|                                                                              | V. Torres · G. Baéz · D. Gama · J. Vargas |                                | D. Jiménez · J. Hernández · M. Sánchez · J. Cruz · K. Calderón |                                                                          |                                                                          |
| Inter Playa avanzó a la Final tras ganar 3-5 en serie de penales. Global 4-4 |                                           |                                |                                                                |                                                                          |                                                                          |

### Final
| 15 de diciembre de 2021, 20:00 (UTC -6) | Durango      | 1:0 (1:0) | Inter Playa | Estadio Francisco Zarco, Durango, Durango                                 |                                                                           |
|                                         | B. Rosas 32' | Reporte   |             | Asistencia: 5 500 espectadores Árbitro(s): Mauricio Eleazar López Sánchez | Asistencia: 5 500 espectadores Árbitro(s): Mauricio Eleazar López Sánchez |

| 18 de diciembre de 2021, 15:00 (UTC -5)              | Inter Playa | 0:0 (Global 0:1) | Durango | Estadio Mario Villanueva Madrid, Playa del Carmen, Quintana Roo            |                                                                            |
|                                                      |             | Reporte          |         | Asistencia: 5 000 espectadores Árbitro(s): Héctor Salvador Solorio Arreola | Asistencia: 5 000 espectadores Árbitro(s): Héctor Salvador Solorio Arreola |
| Durango Campeón del Torneo Apertura 2021. Global 0-1 |             |                  |         |                                                                            |                                                                            |

#### Final - Ida
| 25    | POR   | Cristian Flores |     |
| 2     | DEF   | Andy García     |     |
| 3     | DEF   | Adrián Justo    |     |
| 4     | DEF   | José Muñoz      |     |
| 15    | DEF   | David Navarro   | 89' |
| 5     | MED   | Edwin Cerna     | 81' |
| 16    | MED   | José Hernández  |     |
| 20    | MED   | Cruz Leal       |     |
| 9     | DEL   | Brandon Rosas   | 81' |
| 11    | DEL   | José Rodríguez  |     |
| 30    | DEL   | José Cantú      | 76' |
| D. T. | D. T. | Héctor Real     |     |

| 1     | POR   | Héctor Lomelí      |     |
| 2     | DEF   | Juan Hernández     |     |
| 4     | DEF   | Néstor González    |     |
| 5     | DEF   | José Castillo      |     |
| 19    | DEF   | Jorge Sánchez      | 26' |
| 3     | MED   | Daniel Jiménez     |     |
| 7     | MED   | Alberto González   | 57' |
| 21    | MED   | Juan Cruz          | 89' |
| 67    | MED   | Carlos López       | 89' |
| 9     | DEL   | Erick Bustos       | 57' |
| 14    | DEL   | Klinsman Calderón  |     |
| D. T. | D. T. | Carlos Bracamontes |     |

| 7  | Centrocampista | Jordan de Lira | 76' |
| 19 | Delantero      | Jhon Rodríguez | 81' |
| 8  | Centrocampista | Jonathan Tovar | 81' |
| 14 | Defensa        | Aarón Barrera  | 89' |

| 6  | Centrocampista | Mario Sánchez   | 26' |
| 16 | Centrocampista | Tomás Montano   | 57' |
| 69 | Delantero      | Cristian García | 57' |
| 28 | Centrocampista | Harlem Salas    | 89' |
| 10 | Centrocampista | Emiliano García | 89' |

| 32' | Brandon Rosas | 1:0 |

| 29' | Cristian Flores |

| 56' · 66' · 86' | Néstor González José Castillo Juan Cruz |

| Principal  | Mauricio Eleazar López Sánchez |
| Asistentes | Alejandro Rodríguez Lares      |
|            | Carlos Gerardo Ortíz Rosas     |
| Cuarto     | Iván Alberto Salazar Hernández |

| Alineación inicial |

| 25    | POR   | Cristian Flores |     |
| 2     | DEF   | Andy García     |     |
| 3     | DEF   | Adrián Justo    |     |
| 4     | DEF   | José Muñoz      |     |
| 15    | DEF   | David Navarro   | 89' |
| 5     | MED   | Edwin Cerna     | 81' |
| 16    | MED   | José Hernández  |     |
| 20    | MED   | Cruz Leal       |     |
| 9     | DEL   | Brandon Rosas   | 81' |
| 11    | DEL   | José Rodríguez  |     |
| 30    | DEL   | José Cantú      | 76' |
| D. T. | D. T. | Héctor Real     |     |

| 1     | POR   | Héctor Lomelí      |     |
| 2     | DEF   | Juan Hernández     |     |
| 4     | DEF   | Néstor González    |     |
| 5     | DEF   | José Castillo      |     |
| 19    | DEF   | Jorge Sánchez      | 26' |
| 3     | MED   | Daniel Jiménez     |     |
| 7     | MED   | Alberto González   | 57' |
| 21    | MED   | Juan Cruz          | 89' |
| 67    | MED   | Carlos López       | 89' |
| 9     | DEL   | Erick Bustos       | 57' |
| 14    | DEL   | Klinsman Calderón  |     |
| D. T. | D. T. | Carlos Bracamontes |     |

| 7  | Centrocampista | Jordan de Lira | 76' |
| 19 | Delantero      | Jhon Rodríguez | 81' |
| 8  | Centrocampista | Jonathan Tovar | 81' |
| 14 | Defensa        | Aarón Barrera  | 89' |

| 6  | Centrocampista | Mario Sánchez   | 26' |
| 16 | Centrocampista | Tomás Montano   | 57' |
| 69 | Delantero      | Cristian García | 57' |
| 28 | Centrocampista | Harlem Salas    | 89' |
| 10 | Centrocampista | Emiliano García | 89' |

| 32' | Brandon Rosas | 1:0 |

| 29' | Cristian Flores |

| 56' · 66' · 86' | Néstor González José Castillo Juan Cruz |

| Principal  | Mauricio Eleazar López Sánchez |
| Asistentes | Alejandro Rodríguez Lares      |
|            | Carlos Gerardo Ortíz Rosas     |
| Cuarto     | Iván Alberto Salazar Hernández |

| Alineación inicial |

| 25    | POR   | Cristian Flores |     |
| 2     | DEF   | Andy García     |     |
| 3     | DEF   | Adrián Justo    |     |
| 4     | DEF   | José Muñoz      |     |
| 15    | DEF   | David Navarro   | 89' |
| 5     | MED   | Edwin Cerna     | 81' |
| 16    | MED   | José Hernández  |     |
| 20    | MED   | Cruz Leal       |     |
| 9     | DEL   | Brandon Rosas   | 81' |
| 11    | DEL   | José Rodríguez  |     |
| 30    | DEL   | José Cantú      | 76' |
| D. T. | D. T. | Héctor Real     |     |

| 1     | POR   | Héctor Lomelí      |     |
| 2     | DEF   | Juan Hernández     |     |
| 4     | DEF   | Néstor González    |     |
| 5     | DEF   | José Castillo      |     |
| 19    | DEF   | Jorge Sánchez      | 26' |
| 3     | MED   | Daniel Jiménez     |     |
| 7     | MED   | Alberto González   | 57' |
| 21    | MED   | Juan Cruz          | 89' |
| 67    | MED   | Carlos López       | 89' |
| 9     | DEL   | Erick Bustos       | 57' |
| 14    | DEL   | Klinsman Calderón  |     |
| D. T. | D. T. | Carlos Bracamontes |     |

| 7  | Centrocampista | Jordan de Lira | 76' |
| 19 | Delantero      | Jhon Rodríguez | 81' |
| 8  | Centrocampista | Jonathan Tovar | 81' |
| 14 | Defensa        | Aarón Barrera  | 89' |

| 6  | Centrocampista | Mario Sánchez   | 26' |
| 16 | Centrocampista | Tomás Montano   | 57' |
| 69 | Delantero      | Cristian García | 57' |
| 28 | Centrocampista | Harlem Salas    | 89' |
| 10 | Centrocampista | Emiliano García | 89' |

| 32' | Brandon Rosas | 1:0 |

| 29' | Cristian Flores |

| 56' · 66' · 86' | Néstor González José Castillo Juan Cruz |

| Principal  | Mauricio Eleazar López Sánchez |
| Asistentes | Alejandro Rodríguez Lares      |
|            | Carlos Gerardo Ortíz Rosas     |
| Cuarto     | Iván Alberto Salazar Hernández |

| Alineación inicial |

| 25    | POR   | Cristian Flores |     |
| 2     | DEF   | Andy García     |     |
| 3     | DEF   | Adrián Justo    |     |
| 4     | DEF   | José Muñoz      |     |
| 15    | DEF   | David Navarro   | 89' |
| 5     | MED   | Edwin Cerna     | 81' |
| 16    | MED   | José Hernández  |     |
| 20    | MED   | Cruz Leal       |     |
| 9     | DEL   | Brandon Rosas   | 81' |
| 11    | DEL   | José Rodríguez  |     |
| 30    | DEL   | José Cantú      | 76' |
| D. T. | D. T. | Héctor Real     |     |

| 1     | POR   | Héctor Lomelí      |     |
| 2     | DEF   | Juan Hernández     |     |
| 4     | DEF   | Néstor González    |     |
| 5     | DEF   | José Castillo      |     |
| 19    | DEF   | Jorge Sánchez      | 26' |
| 3     | MED   | Daniel Jiménez     |     |
| 7     | MED   | Alberto González   | 57' |
| 21    | MED   | Juan Cruz          | 89' |
| 67    | MED   | Carlos López       | 89' |
| 9     | DEL   | Erick Bustos       | 57' |
| 14    | DEL   | Klinsman Calderón  |     |
| D. T. | D. T. | Carlos Bracamontes |     |

| 7  | Centrocampista | Jordan de Lira | 76' |
| 19 | Delantero      | Jhon Rodríguez | 81' |
| 8  | Centrocampista | Jonathan Tovar | 81' |
| 14 | Defensa        | Aarón Barrera  | 89' |

| 6  | Centrocampista | Mario Sánchez   | 26' |
| 16 | Centrocampista | Tomás Montano   | 57' |
| 69 | Delantero      | Cristian García | 57' |
| 28 | Centrocampista | Harlem Salas    | 89' |
| 10 | Centrocampista | Emiliano García | 89' |

| 32' | Brandon Rosas | 1:0 |

| 29' | Cristian Flores |

| 56' · 66' · 86' | Néstor González José Castillo Juan Cruz |

| Principal  | Mauricio Eleazar López Sánchez |
| Asistentes | Alejandro Rodríguez Lares      |
|            | Carlos Gerardo Ortíz Rosas     |
| Cuarto     | Iván Alberto Salazar Hernández |

| Alineación inicial |

#### Final - Vuelta
| 1     | POR   | Héctor Lomelí      |     |
| 2     | DEF   | Juan Hernández     |     |
| 4     | DEF   | Néstor González    |     |
| 5     | DEF   | José Castillo      |     |
| 6     | DEF   | Mario Sánchez      | 62' |
| 3     | MED   | Daniel Jiménez     |     |
| 16    | MED   | Tomás Montano      | 72' |
| 21    | MED   | Juan Cruz          | 89' |
| 67    | MED   | Carlos López       | 62' |
| 9     | DEL   | Erick Bustos       | 62' |
| 14    | DEL   | Klinsman Calderón  |     |
| D. T. | D. T. | Carlos Bracamontes |     |

| 25    | POR   | Cristian Flores |     |
| 2     | DEF   | Andy García     |     |
| 3     | DEF   | Adrián Justo    |     |
| 4     | DEF   | José Muñoz      |     |
| 15    | DEF   | David Navarro   | 65' |
| 10    | MED   | William Guzmán  |     |
| 16    | MED   | José Hernández  |     |
| 20    | MED   | Cruz Leal       | 46' |
| 9     | DEL   | Brandon Rosas   | 71' |
| 11    | DEL   | José Rodríguez  | 71' |
| 30    | DEL   | José Cantú      | 65' |
| D. T. | D. T. | Héctor Real     |     |

| 7  | Centrocampista | Alberto González | 62' |
| 28 | Centrocampista | Harlem Salas     | 62' |
| 69 | Delantero      | Cristian García  | 62' |
| 10 | Centrocampista | Emiliano García  | 72' |
| 11 | Delantero      | Pedro Goulart    | 89' |

| 5  | Centrocampista | Edwin Cerna      | 46' |
| 7  | Centrocampista | Jordan de Lira   | 65' |
| 23 | Defensa        | Carlos Siqueiros | 65' |
| 19 | Delantero      | Jhon Rodríguez   | 71' |
| 14 | Defensa        | Aarón Barrera    | 71' |

| 78' · 86' · 90+5' | Néstor González Klinsman Calderón José Castillo |

| 52' · 67' · 90+4' | José Rodríguez Brandon Rosas Andy García |

| Principal  | Héctor Salvador Solorio Arreola |
| Asistentes | Mario Hernández Rojo            |
|            | Luis Javier Zamora López        |
| Cuarto     | Julián Alejandro Duarte Peña    |

| Alineación inicial |

| 1     | POR   | Héctor Lomelí      |     |
| 2     | DEF   | Juan Hernández     |     |
| 4     | DEF   | Néstor González    |     |
| 5     | DEF   | José Castillo      |     |
| 6     | DEF   | Mario Sánchez      | 62' |
| 3     | MED   | Daniel Jiménez     |     |
| 16    | MED   | Tomás Montano      | 72' |
| 21    | MED   | Juan Cruz          | 89' |
| 67    | MED   | Carlos López       | 62' |
| 9     | DEL   | Erick Bustos       | 62' |
| 14    | DEL   | Klinsman Calderón  |     |
| D. T. | D. T. | Carlos Bracamontes |     |

| 25    | POR   | Cristian Flores |     |
| 2     | DEF   | Andy García     |     |
| 3     | DEF   | Adrián Justo    |     |
| 4     | DEF   | José Muñoz      |     |
| 15    | DEF   | David Navarro   | 65' |
| 10    | MED   | William Guzmán  |     |
| 16    | MED   | José Hernández  |     |
| 20    | MED   | Cruz Leal       | 46' |
| 9     | DEL   | Brandon Rosas   | 71' |
| 11    | DEL   | José Rodríguez  | 71' |
| 30    | DEL   | José Cantú      | 65' |
| D. T. | D. T. | Héctor Real     |     |

| 7  | Centrocampista | Alberto González | 62' |
| 28 | Centrocampista | Harlem Salas     | 62' |
| 69 | Delantero      | Cristian García  | 62' |
| 10 | Centrocampista | Emiliano García  | 72' |
| 11 | Delantero      | Pedro Goulart    | 89' |

| 5  | Centrocampista | Edwin Cerna      | 46' |
| 7  | Centrocampista | Jordan de Lira   | 65' |
| 23 | Defensa        | Carlos Siqueiros | 65' |
| 19 | Delantero      | Jhon Rodríguez   | 71' |
| 14 | Defensa        | Aarón Barrera    | 71' |

| 78' · 86' · 90+5' | Néstor González Klinsman Calderón José Castillo |

| 52' · 67' · 90+4' | José Rodríguez Brandon Rosas Andy García |

| Principal  | Héctor Salvador Solorio Arreola |
| Asistentes | Mario Hernández Rojo            |
|            | Luis Javier Zamora López        |
| Cuarto     | Julián Alejandro Duarte Peña    |

| Alineación inicial |

| 1     | POR   | Héctor Lomelí      |     |
| 2     | DEF   | Juan Hernández     |     |
| 4     | DEF   | Néstor González    |     |
| 5     | DEF   | José Castillo      |     |
| 6     | DEF   | Mario Sánchez      | 62' |
| 3     | MED   | Daniel Jiménez     |     |
| 16    | MED   | Tomás Montano      | 72' |
| 21    | MED   | Juan Cruz          | 89' |
| 67    | MED   | Carlos López       | 62' |
| 9     | DEL   | Erick Bustos       | 62' |
| 14    | DEL   | Klinsman Calderón  |     |
| D. T. | D. T. | Carlos Bracamontes |     |

| 25    | POR   | Cristian Flores |     |
| 2     | DEF   | Andy García     |     |
| 3     | DEF   | Adrián Justo    |     |
| 4     | DEF   | José Muñoz      |     |
| 15    | DEF   | David Navarro   | 65' |
| 10    | MED   | William Guzmán  |     |
| 16    | MED   | José Hernández  |     |
| 20    | MED   | Cruz Leal       | 46' |
| 9     | DEL   | Brandon Rosas   | 71' |
| 11    | DEL   | José Rodríguez  | 71' |
| 30    | DEL   | José Cantú      | 65' |
| D. T. | D. T. | Héctor Real     |     |

| 7  | Centrocampista | Alberto González | 62' |
| 28 | Centrocampista | Harlem Salas     | 62' |
| 69 | Delantero      | Cristian García  | 62' |
| 10 | Centrocampista | Emiliano García  | 72' |
| 11 | Delantero      | Pedro Goulart    | 89' |

| 5  | Centrocampista | Edwin Cerna      | 46' |
| 7  | Centrocampista | Jordan de Lira   | 65' |
| 23 | Defensa        | Carlos Siqueiros | 65' |
| 19 | Delantero      | Jhon Rodríguez   | 71' |
| 14 | Defensa        | Aarón Barrera    | 71' |

| 78' · 86' · 90+5' | Néstor González Klinsman Calderón José Castillo |

| 52' · 67' · 90+4' | José Rodríguez Brandon Rosas Andy García |

| Principal  | Héctor Salvador Solorio Arreola |
| Asistentes | Mario Hernández Rojo            |
|            | Luis Javier Zamora López        |
| Cuarto     | Julián Alejandro Duarte Peña    |

| Alineación inicial |

| 1     | POR   | Héctor Lomelí      |     |
| 2     | DEF   | Juan Hernández     |     |
| 4     | DEF   | Néstor González    |     |
| 5     | DEF   | José Castillo      |     |
| 6     | DEF   | Mario Sánchez      | 62' |
| 3     | MED   | Daniel Jiménez     |     |
| 16    | MED   | Tomás Montano      | 72' |
| 21    | MED   | Juan Cruz          | 89' |
| 67    | MED   | Carlos López       | 62' |
| 9     | DEL   | Erick Bustos       | 62' |
| 14    | DEL   | Klinsman Calderón  |     |
| D. T. | D. T. | Carlos Bracamontes |     |

| 25    | POR   | Cristian Flores |     |
| 2     | DEF   | Andy García     |     |
| 3     | DEF   | Adrián Justo    |     |
| 4     | DEF   | José Muñoz      |     |
| 15    | DEF   | David Navarro   | 65' |
| 10    | MED   | William Guzmán  |     |
| 16    | MED   | José Hernández  |     |
| 20    | MED   | Cruz Leal       | 46' |
| 9     | DEL   | Brandon Rosas   | 71' |
| 11    | DEL   | José Rodríguez  | 71' |
| 30    | DEL   | José Cantú      | 65' |
| D. T. | D. T. | Héctor Real     |     |

| 7  | Centrocampista | Alberto González | 62' |
| 28 | Centrocampista | Harlem Salas     | 62' |
| 69 | Delantero      | Cristian García  | 62' |
| 10 | Centrocampista | Emiliano García  | 72' |
| 11 | Delantero      | Pedro Goulart    | 89' |

| 5  | Centrocampista | Edwin Cerna      | 46' |
| 7  | Centrocampista | Jordan de Lira   | 65' |
| 23 | Defensa        | Carlos Siqueiros | 65' |
| 19 | Delantero      | Jhon Rodríguez   | 71' |
| 14 | Defensa        | Aarón Barrera    | 71' |

| 78' · 86' · 90+5' | Néstor González Klinsman Calderón José Castillo |

| 52' · 67' · 90+4' | José Rodríguez Brandon Rosas Andy García |

| Principal  | Héctor Salvador Solorio Arreola |
| Asistentes | Mario Hernández Rojo            |
|            | Luis Javier Zamora López        |
| Cuarto     | Julián Alejandro Duarte Peña    |

| Alineación inicial |

| Campeón Apertura 2021 |
| --------------------- |
|                       |
| Durango               |
| 3° Título             |

## Tabla de Cocientes
- La tabla de cocientes se utiliza para determinar el orden de los clasificados a la fase de liguilla por el título y el ascenso.[29] Además, suele utilizarse para definir los descensos de categoría cuando estos se encuentran estipulados para la temporada.[30]

- Datos según la página oficial

 Fecha de actualización: 28 de noviembre de 2021
| Posición | Equipo                 | Puntos | Juegos | Cociente | Diferencia |
| -------- | ---------------------- | ------ | ------ | -------- | ---------- |
| 1        | Mazorqueros            | 38     | 13     | 2.923    | 22         |
| 2        | Cafetaleros de Chiapas | 35     | 12     | 2.917    | 23         |
| 3        | Inter Playa            | 30     | 12     | 2.500    | 29         |
| 4        | La Piedad              | 29     | 12     | 2.417    | 12         |
| 5        | Durango                | 31     | 13     | 2.385    | 14         |
| 6        | Saltillo               | 31     | 13     | 2.385    | 13         |
| 7        | Yalmakan               | 26     | 12     | 2.167    | 10         |
| 8        | Coras F.C.             | 24     | 13     | 1.846    | 5          |
| 9        | Gavilanes              | 24     | 13     | 1.846    | 5          |
| 10       | Zap                    | 22     | 12     | 1.833    | 3          |
| 11       | Tecos                  | 22     | 13     | 1.692    | 4          |
| 12       | Inter Querétaro        | 17     | 12     | 1.417    | 3          |
| 13       | Tritones Vallarta      | 18     | 13     | 1.385    | -5         |
| 14       | Colima F.C.            | 17     | 13     | 1.308    | 0          |
| 15       | Sporting Canamy        | 14     | 12     | 1.167    | -10        |
| 16       | Leones Negros "B"      | 15     | 13     | 1.154    | -3         |
| 17       | Montañeses             | 13     | 12     | 1.083    | 0          |
| 18       | Lobos ULMX             | 13     | 12     | 1.083    | -4         |
| 19       | Deportivo Dongu        | 13     | 12     | 1.083    | -9         |
| 20       | Cimarrones "B"         | 14     | 13     | 1.077    | 0          |
| 21       | Cañoneros              | 12     | 12     | 1.000    | -8         |
| 22       | UAT                    | 12     | 13     | 0.923    | -5         |
| 23       | UAZ                    | 12     | 13     | 0.923    | -7         |
| 24       | Escorpiones            | 11     | 12     | 0.917    | -10        |
| 25       | Catedráticos Elite     | 11     | 13     | 0.846    | -14        |
| 26       | Leviatán               | 7      | 12     | 0.583    | -38        |
| 27       | Mineros de Fresnillo   | 4      | 13     | 0.308    | -29        |

## Máximos Goleadores
- Datos según la página oficial de la competición.

 Fecha de actualización: 28 de noviembre de 2021
| Pos. | Jugador                | Equipo                 | Goles | Minutos | Frec.       |
| ---- | ---------------------- | ---------------------- | ----- | ------- | ----------- |
| 1º   | Klinsman Calderón      | Inter Playa            | 13    | 849     | 65.31 min.  |
| 2º   | Carlo Vázquez          | Yalmakan               | 11    | 1080    | 98.18 min.  |
| 3º   | Brandon Rosas          | Durango                | 10    | 1029    | 102.9 min.  |
| =    | Kevin Chaurand         | Saltillo               | 10    | 1033    | 103.3 min.  |
| 5º   | Humberto Guzmán        | La Piedad              | 8     | 1060    | 132.5 min.  |
| 6º   | Jacob Morales          | Cafetaleros de Chiapas | 7     | 400     | 57.14 min.  |
| 7º   | Ronaldo Herrera        | Cañoneros              | 6     | 806     | 134.33 min. |
| =    | João Maleck            | Coras F.C.             | 6     | 1148    | 191.33 min. |
| =    | Ulises Jaimes          | Mazorqueros            | 6     | 973     | 162.17 min. |
| =    | Jesús Damián Hernández | UAZ                    | 6     | 1077    | 179.5 min.  |

## Asistencia
El listado excluye los partidos que fueron disputados a puerta cerrada.
 Fecha de actualización: 28 de noviembre de 2021
| 1       | 5,230  | 475 | Coras F.C. vs Catedráticos Elite F.C. (2,000)                  | Leones Negros "B" vs Gavilanes de Matamoros (80)                                            |
| 2       | 9,100  | 910 | Cafetaleros vs Inter Playa (3,000)                             | Catedráticos Elite vs Mineros de Fresnillo (100)                                            |
| 3       | 3,300  | 367 | Durango vs Tritones Vallarta Cafetaleros vs Zap (1,000)        | Leones Negros "B" vs Tecos Mineros de Fresnillo vs Gavilanes Dongu vs Sporting Canamy (100) |
| 4       | 5,650  | 471 | Montañeses vs Escorpiones (2,000)                              | Catedráticos Elite vs Durango Zap vs Inter Playa Sporting Canamy vs Cañoneros (100)         |
| 5       | 3,020  | 275 | Coras F.C. vs Colima F.C. (1,000)                              | Mineros de Fresnillo vs Tecos Zap vs Inter de Querétaro (50)                                |
| 6       | 5,800  | 483 | Gavilanes vs Cimarrones "B" Montañeses vs Zap (1,500)          | Leones Negros "B" vs Coras F.C. (50)                                                        |
| 7       | 3,069  | 279 | Durango vs Tecos (1,000)                                       | Cañoneros vs La Piedad (50)                                                                 |
| 8       | 4,390  | 338 | Montañeses vs Inter Playa (1,000)                              | Catedráticos Elite vs UAT (40)                                                              |
| 9       | 4,900  | 408 | Montañeses vs Leviatán (2,000)                                 | Zap vs Yalmakan Catedráticos Elite vs Gavilanes (50)                                        |
| 10      | 3,850  | 321 | Gavilanes vs UAT (800)                                         | Mineros de Fresnillo vs UAZ Leviatán vs Inter Playa (50)                                    |
| 11      | 6,700  | 670 | Gavilanes vs Mazorqueros Saltillo vs Leones Negros "B" (2,000) | Catedráticos Elite vs Tecos (100)                                                           |
| 12      | 2,220  | 171 | La Piedad vs Inter Querétaro (400)                             | Lobos ULMX vs Montañeses (20)                                                               |
| 13      | 4,580  | 416 | Saltillo vs Mineros de Fresnillo (1,500)                       | Leviatán vs Lobos ULMX (30)                                                                 |
| Totales | 61,809 | 418 | Cafetaleros vs Inter Playa (3,000)                             | Lobos ULMX vs Montañeses (20)                                                               |